# Torneo Argentino A 2012-13
El Torneo Argentino A 2012-13 constituye la XVIII temporada de dicha competencia, perteneciente a la tercera división del fútbol argentino. En la misma, los dos equipos que habían logrado los ascensos en la temporada anterior, Guillermo Brown y Desamparados, regresaron a la división después de jugar en la Primera B Nacional. Los equipos ascendidos desde el Torneo Argentino B fueron Alvarado, Guaraní Antonio Franco y el joven club San Jorge (T).

## Ascensos y descensos
- Equipos salientes

| Posición | Descendidos del Argentino A 2011/12 |
| -------- | ----------------------------------- |
| 7º       | Unión (S)                           |
| 7º       | Huracán (TA)                        |
| 6º       | C.A.I.                              |

| Posición  | Ascendidos del Argentino A 2011/12 |
| --------- | ---------------------------------- |
| Campeón   | Douglas Haig                       |
| Promoción | Crucero del Norte                  |

- Equipos entrantes

| Posición  | Ascendidos del Argentino B 2011/12 |
| --------- | ---------------------------------- |
| Campeón   | Guaraní Antonio Franco             |
| Campeón   | Alvarado                           |
| Promoción | San Jorge (T)                      |

| Posición | Descendidos de la B Nacional 2011/12 |
| -------- | ------------------------------------ |
| 18º      | Guillermo Brown                      |
| 19º      | Desamparados                         |

## Equipos participantes
Zona Norte
| Equipo                                | Ciudad                | Provincia           | Estadio                                        | Capacidad     | Liga de Origen          |
| ------------------------------------- | --------------------- | ------------------- | ---------------------------------------------- | ------------- | ----------------------- |
| Centro Juventud Antoniana             | Salta                 | Salta               | Fray Honorato Pistoia Padre Ernesto Martearena | 11.000 20.408 | Liga Salteña            |
| Club Atlético Alumni                  | Villa María           | Córdoba             | Plaza Manuel Anselmo Ocampo                    | 7.000         | Liga Villamariense      |
| Club Atlético Central Córdoba         | Santiago del Estero   | Santiago del Estero | Alfredo Terrera                                | 16.000        | Liga Santiagueña        |
| Club Atlético Central Norte           | Salta                 | Salta               | Dr. Luís Güemes Padre Ernesto Martearena       | 4.000 20.408  | Liga Salteña            |
| Club Atlético Racing                  | Córdoba               | Córdoba             | Miguel Sancho                                  | 20.000        | Liga Cordobesa          |
| Club Atlético San Martín              | San Miguel de Tucumán | Tucumán             | La Ciudadela                                   | 25.000        | Liga Tucumana           |
| Club Atlético Talleres                | Córdoba               | Córdoba             | La Boutique Mario Alberto Kempes               | 16.500 57.000 | Liga Cordobesa          |
| Club Atlético Tiro Federal Argentino  | Rosario               | Santa Fe            | Fortín de Ludueña                              | 10.000        | Liga Rosarina           |
| Club Deportivo Guaraní Antonio Franco | Posadas               | Misiones            | Clemente A. Fernández de Oliveira              | 12.000        | Liga Posadeña de fútbol |
| Club Deportivo Libertad               | Sunchales             | Santa Fe            | Hogar de los Tigres                            | 5.000         | Liga Rafaelina          |
| Club de Gimnasia y Tiro de Salta      | Salta                 | Salta               | Gigante del Norte                              | 32.500        | Liga Salteña            |
| Club Social y Deportivo San Jorge     | San Miguel de Tucumán | Tucumán             | Senador Luis Cruz                              | 7.000         | Liga Tucumana de Fútbol |
| Club Sportivo Belgrano                | San Francisco         | Córdoba             | Óscar C. Boero                                 | 10.000        | Liga de San Francisco   |

Zona Sur
| Equipo                                        | Ciudad                 | Provincia    | Estadio                      | Capacidad | Liga de Origen                 |
| --------------------------------------------- | ---------------------- | ------------ | ---------------------------- | --------- | ------------------------------ |
| Club Atlético Alvarado                        | Mar del Plata          | Buenos Aires | José María Minella           | 35.354    | Liga Marplatense de Fútbol     |
| Club Atlético Juventud Unida Universitario    | San Luis               | San Luis     | Mario Sebastián Diez         | 10.000    | Liga sanluiseña de fútbol      |
| Club Atlético Unión                           | Mar del Plata          | Buenos Aires | José María Minella           | 35.354    | Liga Marplatense               |
| Club Atlético y Social Defensores de Belgrano | Villa Ramallo          | Buenos Aires | Salomón Boeseldín            | 3.000     | Liga Nicoleña                  |
| Club Cipolletti                               | Cipolletti             | Río Negro    | La Visera de Cemento         | 12.000    | Liga Deportiva Confluencia     |
| Club Deportivo Maipú                          | Maipú                  | Mendoza      | Omar Higinio Sperdutti       | 8.000     | Liga Mendocina                 |
| Club Rivadavia                                | Lincoln                | Buenos Aires | El Coliseo                   | 10.000    | Liga Deportiva del Oeste       |
| Club Social y Atlético Guillermo Brown        | Puerto Madryn          | Chubut       | Raúl Conti                   | 15.000    | Liga del Valle del Chubut      |
| Club Sportivo Desamparados                    | San Juan               | San Juan     | El Serpentario               | 12.000    | Liga Sanjuanina                |
| Club Gimnasia y Esgrima                       | Concepción del Uruguay | Entre Ríos   | Manuel y Ramón Núñez         | 9.000     | Liga de Concepción del Uruguay |
| Club y Biblioteca Ramón Santamarina           | Tandil                 | Buenos Aires | Municipal General San Martín | 8.762     | Liga Tandilense                |
| Racing Athletic Club                          | Olavarría              | Buenos Aires | José Buglione Martinese      | 11.000    | Liga de Olavarría              |

### Distribución geográfica de los equipos
| Región                           | Cant. | Equipos                                                                                     |
| -------------------------------- | ----- | ------------------------------------------------------------------------------------------- |
| Provincia de Buenos Aires        | 6     | Alvarado, Defensores de Belgrano (VR), Racing (O), Rivadavia (L), Santamarina y Unión (MdP) |
| Provincia de Córdoba             | 4     | Alumni (VM), Racing (C), Sportivo Belgrano y Talleres (C)                                   |
| Provincia de Salta               | 3     | Central Norte (S), Gimnasia y Tiro (S) y Juventud Antoniana                                 |
| Provincia de Santa Fe            | 2     | Libertad (S) y Tiro Federal (R)                                                             |
| Provincia de Tucumán             | 2     | San Jorge (T) y San Martín (T)                                                              |
| Provincia de Chubut              | 1     | Guillermo Brown                                                                             |
| Provincia de Entre Ríos          | 1     | Gimnasia y Esgrima (CdU)                                                                    |
| Provincia de Mendoza             | 1     | Deportivo Maipú                                                                             |
| Provincia de Misiones            | 1     | Guaraní Antonio Franco                                                                      |
| Provincia de Río Negro           | 1     | Cipolletti                                                                                  |
| Provincia de San Juan            | 1     | Desamparados                                                                                |
| Provincia de San Luis            | 1     | Juventud U.U                                                                                |
| Provincia de Santiago del Estero | 1     | Central Córdoba (SdE)                                                                       |

## Formato de la competición
Concluida la primera fase, donde los equipos compiten dentro de su respectiva zona en dos ruedas de todos contra todos, clasifican 11 de ellos a una segunda fase, los mejores 5 de la Zona Sur y los mejores 6 de la Zona Norte, los que disputan entre sí una sola ronda. El ganador de la misma obtiene el primer ascenso al Nacional B. 
El segundo cupo lo obtiene el vencedor de una eliminatoria que disputan los mejor posicionados de una reválida disputada entre los no clasificados de la primera fase junto a los cuatro equipos mejor posicionados de la segunda fase.
Por otra parte, hay tres descensos que se dictaminan por las tablas generales de cada zona luego de disputarse la reválida.

## Primera fase

### Zona Norte
| Pos | Equipo                                | Pts | PJ | PG | PE | PP | GF | GC | Dif |
| --- | ------------------------------------- | --- | -- | -- | -- | -- | -- | -- | --- |
| 1   | Talleres (Córdoba)                    | 46  | 24 | 13 | 7  | 4  | 42 | 23 | +19 |
| 2   | Gimnasia y Tiro (Salta)               | 42  | 24 | 13 | 3  | 8  | 36 | 26 | +10 |
| 3   | San Martín (Tucumán)                  | 37  | 24 | 9  | 10 | 5  | 29 | 22 | +7  |
| 4   | Sportivo Belgrano (San Francisco)     | 36  | 24 | 10 | 6  | 8  | 37 | 28 | +9  |
| 5   | San Jorge (Tucumán)                   | 36  | 24 | 9  | 9  | 6  | 25 | 35 | -10 |
| 6   | Juventud Antoniana                    | 35  | 24 | 9  | 8  | 7  | 20 | 18 | +2  |
| 7   | Central Norte (Salta)                 | 33  | 24 | 9  | 6  | 9  | 33 | 29 | +4  |
| 8   | Central Córdoba (Santiago del Estero) | 33  | 24 | 8  | 9  | 7  | 32 | 28 | +4  |
| 9   | Libertad (Sunchales)                  | 29  | 24 | 6  | 11 | 7  | 23 | 28 | -5  |
| 10  | Tiro Federal (Rosario)                | 27  | 24 | 6  | 9  | 9  | 20 | 25 | -5  |
| 11  | Guaraní Antonio Franco                | 23  | 24 | 4  | 11 | 9  | 24 | 29 | -5  |
| 12  | Alumni (Villa María)                  | 20  | 24 | 4  | 8  | 12 | 17 | 29 | -12 |
| 13  | Racing (Córdoba)                      | 18  | 24 | 3  | 9  | 12 | 18 | 36 | -18 |

|  | Equipos clasificados a la Segunda fase. |

| Fecha 1                | Fecha 1   | Fecha 1               | Fecha 1                                  | Fecha 1      | Fecha 1 | Fecha 1 | Fecha 1 | Fecha 1 | Fecha 1 | Fecha 1 | Fecha 1 |
| Local                  | Resultado | Visitante             | Estadio                                  | Fecha        | Hora    |         |         |         |         |         |         |
| ---------------------- | --------- | --------------------- | ---------------------------------------- | ------------ | ------- | ------- | ------- | ------- | ------- | ------- | ------- |
| Tiro Federal (R)       | 1 - 1     | Alumni (VM)           | Fortín de Ludueña                        | 19 de agosto | 15:00   |         |         |         |         |         |         |
| Libertad (S)           | 1 - 1     | San Martín (T)        | Hogar de los Tigres                      | 19 de agosto | 15:35   |         |         |         |         |         |         |
| Guaraní Antonio Franco | 2 - 2     | Juventud Antoniana    | Clemente Argentino Fernández de Oliveira | 19 de agosto | 16:00   |         |         |         |         |         |         |
| Racing (C)             | 0 - 2     | Central Córdoba (SdE) | Miguel Sancho                            | 19 de agosto | 16:30   |         |         |         |         |         |         |
| Central Norte (S)      | 1 - 4     | Sportivo Belgrano     | Padre Ernesto Martearena                 | 19 de agosto | 16:35   |         |         |         |         |         |         |
| San Jorge (T)          | 2 - 1     | Gimnasia y Tiro (S)   | Monumental José Fierro                   | 20 de agosto | 15:55   |         |         |         |         |         |         |
| Libre: Talleres (C)    |           |                       |                                          |              |         |         |         |         |         |         |         |

| Fecha 2               | Fecha 2   | Fecha 2                | Fecha 2                     | Fecha 2      | Fecha 2 | Fecha 2 | Fecha 2 | Fecha 2 | Fecha 2 | Fecha 2 | Fecha 2 |
| Local                 | Resultado | Visitante              | Estadio                     | Fecha        | Hora    |         |         |         |         |         |         |
| --------------------- | --------- | ---------------------- | --------------------------- | ------------ | ------- | ------- | ------- | ------- | ------- | ------- | ------- |
| Juventud Antoniana    | 2 - 2     | Libertad (S)           | Fray Honorato Pistoia       | 26 de agosto | 11:00   |         |         |         |         |         |         |
| Alumni (VM)           | 0 - 2     | San Jorge (T)          | Plaza Manuel Anselmo Ocampo | 26 de agosto | 11:05   |         |         |         |         |         |         |
| Central Córdoba (SdE) | 2 - 1     | Guaraní Antonio Franco | Alfredo Terrera             | 26 de agosto | 16:00   |         |         |         |         |         |         |
| San Martín (T)        | 2 - 1     | Tiro Federal (R)       | La Ciudadela                | 26 de agosto | 16:05   |         |         |         |         |         |         |
| Sportivo Belgrano     | 2 - 2     | Talleres (C)           | Óscar C. Boero              | 26 de agosto | 16:05   |         |         |         |         |         |         |
| Gimnasia y Tiro (S)   | 3 - 0     | Central Norte (S)      | El Gigante del Norte        | 26 de agosto | 16:35   |         |         |         |         |         |         |
| Libre: Racing (C)     |           |                        |                             |              |         |         |         |         |         |         |         |

| Fecha 3                  | Fecha 3   | Fecha 3               | Fecha 3                                  | Fecha 3         | Fecha 3 | Fecha 3 | Fecha 3 | Fecha 3 | Fecha 3 | Fecha 3 | Fecha 3 |
| Local                    | Resultado | Visitante             | Estadio                                  | Fecha           | Hora    |         |         |         |         |         |         |
| ------------------------ | --------- | --------------------- | ---------------------------------------- | --------------- | ------- | ------- | ------- | ------- | ------- | ------- | ------- |
| San Jorge (T)            | 0 - 0     | San Martín (T)        | La Ciudadela                             | 1 de septiembre | 16:35   |         |         |         |         |         |         |
| Libertad (S)             | 0 - 3     | Central Córdoba (SdE) | Hogar de los Tigres                      | 2 de septiembre | 16:00   |         |         |         |         |         |         |
| Guaraní Antonio Franco   | 1 - 0     | Racing (C)            | Clemente Argentino Fernández de Oliveira | 2 de septiembre | 16:00   |         |         |         |         |         |         |
| Talleres (C)             | 0 - 0     | Gimnasia y Tiro (S)   | La Boutique                              | 2 de septiembre | 16:05   |         |         |         |         |         |         |
| Central Norte (S)        | 0 - 0     | Alumni (VM)           | Padre Ernesto Martearena                 | 2 de septiembre | 16:35   |         |         |         |         |         |         |
| Tiro Federal (R)         | 0 - 0     | Juventud Antoniana    | Fortín de Ludueña                        | 2 de septiembre | 18:00   |         |         |         |         |         |         |
| Libre: Sportivo Belgrano |           |                       |                                          |                 |         |         |         |         |         |         |         |

| Fecha 4                       | Fecha 4   | Fecha 4           | Fecha 4               | Fecha 4         | Fecha 4 | Fecha 4 | Fecha 4 | Fecha 4 | Fecha 4 | Fecha 4 | Fecha 4 |
| Local                         | Resultado | Visitante         | Estadio               | Fecha           | Hora    |         |         |         |         |         |         |
| ----------------------------- | --------- | ----------------- | --------------------- | --------------- | ------- | ------- | ------- | ------- | ------- | ------- | ------- |
| Alumni (VM)                   | 0 - 1     | Talleres (C)      | Mario Alberto Kempes  | 8 de septiembre | 20:00   |         |         |         |         |         |         |
| Racing (C)                    | 0 - 0     | Libertad (S)      | Miguel Sancho         | 9 de septiembre | 16:30   |         |         |         |         |         |         |
| San Martín (T)                | 1 - 0     | Central Norte (S) | La Ciudadela          | 9 de septiembre | 16:35   |         |         |         |         |         |         |
| Juventud Antoniana            | 0 - 0     | San Jorge (T)     | Fray Honorato Pistoia | 9 de septiembre | 16:35   |         |         |         |         |         |         |
| Central Córdoba (SdE)         | 1 - 1     | Tiro Federal (R)  | Alfredo Terrera       | 9 de septiembre | 17:00   |         |         |         |         |         |         |
| Gimnasia y Tiro (S)           | 2 - 0     | Sportivo Belgrano | El Gigante del Norte  | 9 de septiembre | 17:00   |         |         |         |         |         |         |
| Libre: Guaraní Antonio Franco |           |                   |                       |                 |         |         |         |         |         |         |         |

| Fecha 5                    | Fecha 5   | Fecha 5                | Fecha 5                  | Fecha 5          | Fecha 5 | Fecha 5 | Fecha 5 | Fecha 5 | Fecha 5 | Fecha 5 | Fecha 5 |
| Local                      | Resultado | Visitante              | Estadio                  | Fecha            | Hora    |         |         |         |         |         |         |
| -------------------------- | --------- | ---------------------- | ------------------------ | ---------------- | ------- | ------- | ------- | ------- | ------- | ------- | ------- |
| Tiro Federal (R)           | 2 - 0     | Racing (C)             | Fortín de Ludueña        | 16 de septiembre | 16:00   |         |         |         |         |         |         |
| San Jorge (T)              | 1 - 1     | Central Córdoba (SdE)  | Senador Luis Cruz        | 16 de septiembre | 16:30   |         |         |         |         |         |         |
| Libertad (S)               | 0 - 0     | Guaraní Antonio Franco | Hogar de los Tigres      | 16 de septiembre | 16:35   |         |         |         |         |         |         |
| Central Norte (S)          | 3 - 0     | Juventud Antoniana     | Padre Ernesto Martearena | 16 de septiembre | 16:45   |         |         |         |         |         |         |
| Sportivo Belgrano          | 1 - 2     | Alumni (VM)            | Óscar C. Boero           | 16 de septiembre | 18:30   |         |         |         |         |         |         |
| Talleres (C)               | 2 - 0     | San Martín (T)         | Mario Alberto Kempes     | 16 de septiembre | 21:45   |         |         |         |         |         |         |
| Libre: Gimnasia y Tiro (S) |           |                        |                          |                  |         |         |         |         |         |         |         |

| Fecha 6                | Fecha 6   | Fecha 6             | Fecha 6                                  | Fecha 6          | Fecha 6 | Fecha 6 | Fecha 6 | Fecha 6 | Fecha 6 | Fecha 6 | Fecha 6 |
| Local                  | Resultado | Visitante           | Estadio                                  | Fecha            | Hora    |         |         |         |         |         |         |
| ---------------------- | --------- | ------------------- | ---------------------------------------- | ---------------- | ------- | ------- | ------- | ------- | ------- | ------- | ------- |
| San Martín (T)         | 1 - 0     | Sportivo Belgrano   | La Ciudadela                             | 22 de septiembre | 19:00   |         |         |         |         |         |         |
| Racing (C)             | 0 - 1     | San Jorge (T)       | Miguel Sancho                            | 22 de septiembre | 20:00   |         |         |         |         |         |         |
| Guaraní Antonio Franco | 2 - 1     | Tiro Federal (R)    | Clemente Argentino Fernández de Oliveira | 23 de septiembre | 16:30   |         |         |         |         |         |         |
| Juventud Antoniana     | 2 - 0     | Talleres (C)        | El Gigante del Norte                     | 23 de septiembre | 17:00   |         |         |         |         |         |         |
| Central Córdoba (SdE)  | 1 - 1     | Central Norte (S)   | Alfredo Terrera                          | 23 de septiembre | 17:30   |         |         |         |         |         |         |
| Alumni (VM)            | 0 - 1     | Gimnasia y Tiro (S) | Plaza Manuel Anselmo Ocampo              | 23 de septiembre | 18:30   |         |         |         |         |         |         |
| Libre: Libertad (S)    |           |                     |                                          |                  |         |         |         |         |         |         |         |

| Fecha 7             | Fecha 7   | Fecha 7                | Fecha 7                  | Fecha 7          | Fecha 7 | Fecha 7 | Fecha 7 | Fecha 7 | Fecha 7 | Fecha 7 | Fecha 7 |
| Local               | Resultado | Visitante              | Estadio                  | Fecha            | Hora    |         |         |         |         |         |         |
| ------------------- | --------- | ---------------------- | ------------------------ | ---------------- | ------- | ------- | ------- | ------- | ------- | ------- | ------- |
| San Jorge (T)       | 1 - 0     | Guaraní Antonio Franco | Senador Luis Cruz        | 30 de septiembre | 11:05   |         |         |         |         |         |         |
| Central Norte (S)   | 2 - 0     | Racing (C)             | Padre Ernesto Martearena | 30 de septiembre | 16:20   |         |         |         |         |         |         |
| Talleres (C)        | 1 - 0     | Central Córdoba (SdE)  | Mario Alberto Kempes     | 30 de septiembre | 17:05   |         |         |         |         |         |         |
| Gimnasia y Tiro (S) | 3 - 1     | San Martín (T)         | El Gigante del Norte     | 30 de septiembre | 17:05   |         |         |         |         |         |         |
| Sportivo Belgrano   | 1 - 1     | Juventud Antoniana     | Óscar C. Boero           | 30 de septiembre | 17:05   |         |         |         |         |         |         |
| Tiro Federal (R)    | 2 - 2     | Libertad (S)           | Fortín de Ludueña        | 30 de septiembre | 19:30   |         |         |         |         |         |         |
| Libre: Alumni (VM)  |           |                        |                          |                  |         |         |         |         |         |         |         |

| Fecha 8                 | Fecha 8   | Fecha 8             | Fecha 8                                  | Fecha 8      | Fecha 8 | Fecha 8 | Fecha 8 | Fecha 8 | Fecha 8 | Fecha 8 | Fecha 8 |
| Local                   | Resultado | Visitante           | Estadio                                  | Fecha        | Hora    |         |         |         |         |         |         |
| ----------------------- | --------- | ------------------- | ---------------------------------------- | ------------ | ------- | ------- | ------- | ------- | ------- | ------- | ------- |
| Libertad (S)            | 3 - 1     | San Jorge (T)       | Hogar de los Tigres                      | 7 de octubre | 16:45   |         |         |         |         |         |         |
| Central Córdoba (SdE)   | 2 - 0     | Sportivo Belgrano   | Alfredo Terrera                          | 7 de octubre | 17:00   |         |         |         |         |         |         |
| San Martín (T)          | 1 - 1     | Alumni (VM)         | La Ciudadela                             | 7 de octubre | 17:10   |         |         |         |         |         |         |
| Guaraní Antonio Franco  | 1 - 1     | Central Norte (S)   | Clemente Argentino Fernández de Oliveira | 7 de octubre | 18:05   |         |         |         |         |         |         |
| Juventud Antoniana      | 0 - 2     | Gimnasia y Tiro (S) | Padre Ernesto Martearena                 | 7 de octubre | 21:50   |         |         |         |         |         |         |
| Racing (C)              | 2 - 2     | Talleres (C)        | Mario Alberto Kempes                     | 8 de octubre | 18:00   |         |         |         |         |         |         |
| Libre: Tiro Federal (R) |           |                     |                                          |              |         |         |         |         |         |         |         |

| Fecha 9               | Fecha 9   | Fecha 9                | Fecha 9                     | Fecha 9       | Fecha 9 | Fecha 9 | Fecha 9 | Fecha 9 | Fecha 9 | Fecha 9 | Fecha 9 |
| Local                 | Resultado | Visitante              | Estadio                     | Fecha         | Hora    |         |         |         |         |         |         |
| --------------------- | --------- | ---------------------- | --------------------------- | ------------- | ------- | ------- | ------- | ------- | ------- | ------- | ------- |
| San Jorge (T)         | 3 - 2     | Tiro Federal (R)       | Senador Luis Cruz           | 13 de octubre | 16:40   |         |         |         |         |         |         |
| Sportivo Belgrano     | 1 - 0     | Racing (C)             | Óscar C. Boero              | 14 de octubre | 17:30   |         |         |         |         |         |         |
| Central Norte (S)     | 2 - 0     | Libertad (S)           | Padre Ernesto Martearena    | 14 de octubre | 17:35   |         |         |         |         |         |         |
| Alumni (VM)           | 0 - 1     | Juventud Antoniana     | Plaza Manuel Anselmo Ocampo | 14 de octubre | 17:35   |         |         |         |         |         |         |
| Talleres (C)          | 3 - 1     | Guaraní Antonio Franco | Mario Alberto Kempes        | 14 de octubre | 18:00   |         |         |         |         |         |         |
| Gimnasia y Tiro (S)   | 2 - 0     | Central Córdoba (SdE)  | El Gigante del Norte        | 14 de octubre | 19:05   |         |         |         |         |         |         |
| Libre: San Martín (T) |           |                        |                             |               |         |         |         |         |         |         |         |

| Fecha 10               | Fecha 10  | Fecha 10            | Fecha 10                                 | Fecha 10      | Fecha 10 | Fecha 10 | Fecha 10 | Fecha 10 | Fecha 10 | Fecha 10 | Fecha 10 |
| Local                  | Resultado | Visitante           | Estadio                                  | Fecha         | Hora     |          |          |          |          |          |          |
| ---------------------- | --------- | ------------------- | ---------------------------------------- | ------------- | -------- | -------- | -------- | -------- | -------- | -------- | -------- |
| Central Córdoba (SdE)  | 1 - 1     | Alumni (VM)         | Alfredo Terrera                          | 19 de octubre | 22:00    |          |          |          |          |          |          |
| Juventud Antoniana     | 1 - 0     | San Martín (T)      | Padre Ernesto Martearena                 | 19 de octubre | 22:05    |          |          |          |          |          |          |
| Tiro Federal (R)       | 0 - 0     | Central Norte (S)   | Fortín de Ludueña                        | 20 de octubre | 16:05    |          |          |          |          |          |          |
| Libertad (S)           | 0 - 3     | Talleres (C)        | Hogar de los Tigres                      | 20 de octubre | 16:45    |          |          |          |          |          |          |
| Guaraní Antonio Franco | 2 - 4     | Sportivo Belgrano   | Clemente Argentino Fernández de Oliveira | 20 de octubre | 18:05    |          |          |          |          |          |          |
| Racing (C)             | 0 - 3     | Gimnasia y Tiro (S) | Miguel Sancho                            | 20 de octubre | 19:10    |          |          |          |          |          |          |
| Libre: San Jorge (T)   |           |                     |                                          |               |          |          |          |          |          |          |          |

| Fecha 11                  | Fecha 11  | Fecha 11               | Fecha 11                    | Fecha 11      | Fecha 11 | Fecha 11 | Fecha 11 | Fecha 11 | Fecha 11 | Fecha 11 | Fecha 11 |
| Local                     | Resultado | Visitante              | Estadio                     | Fecha         | Hora     |          |          |          |          |          |          |
| ------------------------- | --------- | ---------------------- | --------------------------- | ------------- | -------- | -------- | -------- | -------- | -------- | -------- | -------- |
| Sportivo Belgrano         | 4 - 1     | Libertad (S)           | Óscar C. Boero              | 24 de octubre | 21:05    |          |          |          |          |          |          |
| Alumni (VM)               | 0 - 0     | Racing (C)             | Plaza Manuel Anselmo Ocampo | 24 de octubre | 21:30    |          |          |          |          |          |          |
| Talleres (C)              | 0 - 1     | Tiro Federal (R)       | Mario Alberto Kempes        | 24 de octubre | 21:35    |          |          |          |          |          |          |
| San Martín (T)            | 3 - 0     | Central Córdoba (SdE)  | La Ciudadela                | 24 de octubre | 22:05    |          |          |          |          |          |          |
| Central Norte (S)         | 8 - 0     | San Jorge (T)          | Padre Ernesto Martearena    | 24 de octubre | 22:05    |          |          |          |          |          |          |
| Gimnasia y Tiro (S)       | 1 - 0     | Guaraní Antonio Franco | El Gigante del Norte        | 24 de octubre | 22:05    |          |          |          |          |          |          |
| Libre: Juventud Antoniana |           |                        |                             |               |          |          |          |          |          |          |          |

| Fecha 12                 | Fecha 12  | Fecha 12            | Fecha 12                                 | Fecha 12      | Fecha 12 | Fecha 12 | Fecha 12 | Fecha 12 | Fecha 12 | Fecha 12 | Fecha 12 |
| Local                    | Resultado | Visitante           | Estadio                                  | Fecha         | Hora     |          |          |          |          |          |          |
| ------------------------ | --------- | ------------------- | ---------------------------------------- | ------------- | -------- | -------- | -------- | -------- | -------- | -------- | -------- |
| Racing (C)               | 0 - 3     | San Martín (T)      | Miguel Sancho                            | 28 de octubre | 11:05    |          |          |          |          |          |          |
| Libertad (S)             | 0 - 0     | Gimnasia y Tiro (S) | Hogar de los Tigres                      | 28 de octubre | 17:00    |          |          |          |          |          |          |
| Guaraní Antonio Franco   | 0 - 0     | Alumni (VM)         | Clemente Argentino Fernández de Oliveira | 28 de octubre | 18:00    |          |          |          |          |          |          |
| Tiro Federal (R)         | 0 - 0     | Sportivo Belgrano   | Fortín de Ludueña                        | 28 de octubre | 18:30    |          |          |          |          |          |          |
| Central Córdoba (SdE)    | 0 - 1     | Juventud Antoniana  | Alfredo Terrera                          | 28 de octubre | 20:00    |          |          |          |          |          |          |
| San Jorge (T)            | 1 - 1     | Talleres (C)        | Senador Luis Cruz                        | 29 de octubre | 17:05    |          |          |          |          |          |          |
| Libre: Central Norte (S) |           |                     |                                          |               |          |          |          |          |          |          |          |

| Fecha 13                     | Fecha 13  | Fecha 13               | Fecha 13                    | Fecha 13       | Fecha 13 | Fecha 13 | Fecha 13 | Fecha 13 | Fecha 13 | Fecha 13 | Fecha 13 |
| Local                        | Resultado | Visitante              | Estadio                     | Fecha          | Hora     |          |          |          |          |          |          |
| ---------------------------- | --------- | ---------------------- | --------------------------- | -------------- | -------- | -------- | -------- | -------- | -------- | -------- | -------- |
| Talleres (C)                 | 4 - 3     | Central Norte (S)      | Mario Alberto Kempes        | 4 de noviembre | 18:35    |          |          |          |          |          |          |
| Gimnasia y Tiro (S)          | 2 - 1     | Tiro Federal (R)       | El Gigante del Norte        | 4 de noviembre | 19:00    |          |          |          |          |          |          |
| Juventud Antoniana           | 1 - 1     | Racing (C)             | Padre Ernesto Martearena    | 4 de noviembre | 19:05    |          |          |          |          |          |          |
| San Martín (T)               | 1 - 1     | Guaraní Antonio Franco | La Ciudadela                | 4 de noviembre | 19:10    |          |          |          |          |          |          |
| Alumni (VM)                  | 1 - 3     | Libertad (S)           | Plaza Manuel Anselmo Ocampo | 4 de noviembre | 19:30    |          |          |          |          |          |          |
| Sportivo Belgrano            | 1 - 3     | San Jorge (T)          | Óscar C. Boero              | 4 de noviembre | 20:30    |          |          |          |          |          |          |
| Libre: Central Córdoba (SdE) |           |                        |                             |                |          |          |          |          |          |          |          |

| Fecha 14              | Fecha 14  | Fecha 14               | Fecha 14                    | Fecha 14        | Fecha 14 | Fecha 14 | Fecha 14 | Fecha 14 | Fecha 14 | Fecha 14 | Fecha 14 |
| Local                 | Resultado | Visitante              | Estadio                     | Fecha           | Hora     |          |          |          |          |          |          |
| --------------------- | --------- | ---------------------- | --------------------------- | --------------- | -------- | -------- | -------- | -------- | -------- | -------- | -------- |
| San Martín (T)        | 1 - 0     | Libertad (S)           | La Ciudadela                | 9 de noviembre  | 22:05    |          |          |          |          |          |          |
| Central Córdoba (SdE) | 3 - 1     | Racing (C)             | Alfredo Terrera             | 11 de noviembre | 18:00    |          |          |          |          |          |          |
| Juventud Antoniana    | 1 - 0     | Guaraní Antonio Franco | Padre Ernesto Martearena    | 11 de noviembre | 19:00    |          |          |          |          |          |          |
| Gimnasia y Tiro (S)   | 4 - 1     | San Jorge (T)          | El Gigante del Norte        | 11 de noviembre | 19:05    |          |          |          |          |          |          |
| Alumni (VM)           | 0 - 0     | Tiro Federal (R)       | Plaza Manuel Anselmo Ocampo | 11 de noviembre | 19:30    |          |          |          |          |          |          |
| Sportivo Belgrano     | 3 - 1     | Central Norte (S)      | Óscar C. Boero              | 11 de noviembre | 19:35    |          |          |          |          |          |          |
| Libre: Talleres (C)   |           |                        |                             |                 |          |          |          |          |          |          |          |

| Fecha 15               | Fecha 15  | Fecha 15              | Fecha 15                                 | Fecha 15        | Fecha 15 | Fecha 15 | Fecha 15 | Fecha 15 | Fecha 15 | Fecha 15 | Fecha 15 |
| Local                  | Resultado | Visitante             | Estadio                                  | Fecha           | Hora     |          |          |          |          |          |          |
| ---------------------- | --------- | --------------------- | ---------------------------------------- | --------------- | -------- | -------- | -------- | -------- | -------- | -------- | -------- |
| Libertad (S)           | 1 - 0     | Juventud Antoniana    | Hogar de los Tigres                      | 17 de noviembre | 17:35    |          |          |          |          |          |          |
| Tiro Federal (R)       | 2 - 1     | San Martín (T)        | Fortín de Ludueña                        | 17 de noviembre | 19:05    |          |          |          |          |          |          |
| Guaraní Antonio Franco | 1 - 1     | Central Córdoba (SdE) | Clemente Argentino Fernández de Oliveira | 17 de noviembre | 20:00    |          |          |          |          |          |          |
| San Jorge (T)          | 2 - 1     | Alumni (VM)           | Senador Luis Cruz                        | 18 de noviembre | 17:10    |          |          |          |          |          |          |
| Central Norte (S)      | 1 - 2     | Gimnasia y Tiro (S)   | Padre Ernesto Martearena                 | 18 de noviembre | 18:20    |          |          |          |          |          |          |
| Talleres (C)           | 2 - 2     | Sportivo Belgrano     | Mario Alberto Kempes                     | 18 de noviembre | 18:30    |          |          |          |          |          |          |
| Libre: Racing (C)      |           |                       |                                          |                 |          |          |          |          |          |          |          |

| Fecha 16                 | Fecha 16  | Fecha 16               | Fecha 16                    | Fecha 16        | Fecha 16 | Fecha 16 | Fecha 16 | Fecha 16 | Fecha 16 | Fecha 16 | Fecha 16 |
| Local                    | Resultado | Visitante              | Estadio                     | Fecha           | Hora     |          |          |          |          |          |          |
| ------------------------ | --------- | ---------------------- | --------------------------- | --------------- | -------- | -------- | -------- | -------- | -------- | -------- | -------- |
| Juventud Antoniana       | 0 - 0     | Tiro Federal (R)       | Padre Ernesto Martearena    | 25 de noviembre | 18:05    |          |          |          |          |          |          |
| Gimnasia y Tiro (S)      | 2 - 4     | Talleres (C)           | El Gigante del Norte        | 25 de noviembre | 19:05    |          |          |          |          |          |          |
| Alumni (VM)              | 1 - 0     | Central Norte (S)      | Plaza Manuel Anselmo Ocampo | 25 de noviembre | 19:35    |          |          |          |          |          |          |
| Racing (C)               | 1 - 1     | Guaraní Antonio Franco | Miguel Sancho               | 25 de noviembre | 20:00    |          |          |          |          |          |          |
| San Martín (T)           | 2 - 2     | San Jorge (T)          | La Ciudadela                | 25 de noviembre | 20:05    |          |          |          |          |          |          |
| Central Córdoba (SdE)    | 1 - 1     | Libertad (S)           | Alfredo Terrera             | 25 de noviembre | 20:05    |          |          |          |          |          |          |
| Libre: Sportivo Belgrano |           |                        |                             |                 |          |          |          |          |          |          |          |

| Fecha 17                      | Fecha 17  | Fecha 17              | Fecha 17                 | Fecha 17       | Fecha 17 | Fecha 17 | Fecha 17 | Fecha 17 | Fecha 17 | Fecha 17 | Fecha 17 |
| Local                         | Resultado | Visitante             | Estadio                  | Fecha          | Hora     |          |          |          |          |          |          |
| ----------------------------- | --------- | --------------------- | ------------------------ | -------------- | -------- | -------- | -------- | -------- | -------- | -------- | -------- |
| San Jorge (T)                 | 1 - 0     | Juventud Antoniana    | Senador Luis Cruz        | 1 de diciembre | 17:35    |          |          |          |          |          |          |
| Talleres (C)                  | 2 - 1     | Alumni (VM)           | Mario Alberto Kempes     | 1 de diciembre | 21:00    |          |          |          |          |          |          |
| Libertad (S)                  | 1 - 1     | Racing (C)            | Hogar de los Tigres      | 2 de diciembre | 17:40    |          |          |          |          |          |          |
| Central Norte (S)             | 0 - 0     | San Martín (T)        | Padre Ernesto Martearena | 2 de diciembre | 19:00    |          |          |          |          |          |          |
| Sportivo Belgrano             | 2 - 1     | Gimnasia y Tiro (S)   | Óscar C. Boero           | 2 de diciembre | 19:30    |          |          |          |          |          |          |
| Tiro Federal (R)              | 3 - 1     | Central Córdoba (SdE) | Fortín de Ludueña        | 2 de diciembre | 19:50    |          |          |          |          |          |          |
| Libre: Guaraní Antonio Franco |           |                       |                          |                |          |          |          |          |          |          |          |

| Fecha 18                   | Fecha 18  | Fecha 18          | Fecha 18                                 | Fecha 18        | Fecha 18 | Fecha 18 | Fecha 18 | Fecha 18 | Fecha 18 | Fecha 18 | Fecha 18 |
| Local                      | Resultado | Visitante         | Estadio                                  | Fecha           | Hora     |          |          |          |          |          |          |
| -------------------------- | --------- | ----------------- | ---------------------------------------- | --------------- | -------- | -------- | -------- | -------- | -------- | -------- | -------- |
| Guaraní Antonio Franco     | 0 - 0     | Libertad (S)      | Clemente Argentino Fernández de Oliveira | 9 de diciembre  | 18:00    |          |          |          |          |          |          |
| Alumni (VM)                | 0 - 3     | Sportivo Belgrano | Plaza Manuel Anselmo Ocampo              | 9 de diciembre  | 19:00    |          |          |          |          |          |          |
| San Martín (T)             | 1 - 0     | Talleres (C)      | La Ciudadela                             | 9 de diciembre  | 19:00    |          |          |          |          |          |          |
| Juventud Antoniana         | 0 - 1     | Central Norte (S) | Padre Ernesto Martearena                 | 9 de diciembre  | 19:00    |          |          |          |          |          |          |
| Racing (C)                 | 2 - 0     | Tiro Federal (R)  | Miguel Sancho                            | 9 de diciembre  | 22:00    |          |          |          |          |          |          |
| Central Córdoba (SdE)      | 3 - 0     | San Jorge (T)     | Alfredo Terrera                          | 10 de diciembre | 22:00    |          |          |          |          |          |          |
| Libre: Gimnasia y Tiro (S) |           |                   |                                          |                 |          |          |          |          |          |          |          |

| Fecha 19            | Fecha 19  | Fecha 19               | Fecha 19                 | Fecha 19    | Fecha 19 | Fecha 19 | Fecha 19 | Fecha 19 | Fecha 19 | Fecha 19 | Fecha 19 |
| Local               | Resultado | Visitante              | Estadio                  | Fecha       | Hora     |          |          |          |          |          |          |
| ------------------- | --------- | ---------------------- | ------------------------ | ----------- | -------- | -------- | -------- | -------- | -------- | -------- | -------- |
| Sportivo Belgrano   | 0 - 0     | San Martín (T)         | Óscar C. Boero           | 25 de enero | 21:30    |          |          |          |          |          |          |
| Central Norte (S)   | 3 - 3     | Central Córdoba (SdE)  | Padre Ernesto Martearena | 25 de enero | 21:50    |          |          |          |          |          |          |
| San Jorge (T)       | 1 - 1     | Racing (C)             | Senador Luis Cruz        | 26 de enero | 17:40    |          |          |          |          |          |          |
| Tiro Federal (R)    | 1 - 0     | Guaraní Antonio Franco | Fortín de Ludueña        | 26 de enero | 19:05    |          |          |          |          |          |          |
| Gimnasia y Tiro (S) | 2 - 0     | Alumni (VM)            | El Gigante del Norte     | 26 de enero | 19:10    |          |          |          |          |          |          |
| Talleres (C)        | 1 - 0     | Juventud Antoniana     | Mario Alberto Kempes     | 26 de enero | 21:35    |          |          |          |          |          |          |
| Libre: Libertad (S) |           |                        |                          |             |          |          |          |          |          |          |          |

| Fecha 20               | Fecha 20  | Fecha 20            | Fecha 20                                 | Fecha 20    | Fecha 20 | Fecha 20 | Fecha 20 | Fecha 20 | Fecha 20 | Fecha 20 | Fecha 20 |
| Local                  | Resultado | Visitante           | Estadio                                  | Fecha       | Hora     |          |          |          |          |          |          |
| ---------------------- | --------- | ------------------- | ---------------------------------------- | ----------- | -------- | -------- | -------- | -------- | -------- | -------- | -------- |
| Libertad (S)           | 2 - 0     | Tiro Federal (R)    | Hogar de los Tigres                      | 30 de enero | 17:30    |          |          |          |          |          |          |
| Guaraní Antonio Franco | 2 - 2     | San Jorge (T)       | Clemente Argentino Fernández de Oliveira | 30 de enero | 20:35    |          |          |          |          |          |          |
| Racing (C)             | 3 - 1     | Central Norte (S)   | Miguel Sancho                            | 30 de enero | 20:35    |          |          |          |          |          |          |
| Juventud Antoniana     | 2 - 0     | Sportivo Belgrano   | Padre Ernesto Martearena                 | 30 de enero | 22:00    |          |          |          |          |          |          |
| Central Córdoba (SdE)  | 0 - 0     | Talleres (C)        | Alfredo Terrera                          | 30 de enero | 22:00    |          |          |          |          |          |          |
| San Martín (T)         | 2 - 2     | Gimnasia y Tiro (S) | La Ciudadela                             | 30 de enero | 22:05    |          |          |          |          |          |          |
| Libre: Alumni (VM)     |           |                     |                                          |             |          |          |          |          |          |          |          |

| Fecha 21                | Fecha 21  | Fecha 21               | Fecha 21                    | Fecha 21     | Fecha 21 | Fecha 21 | Fecha 21 | Fecha 21 | Fecha 21 | Fecha 21 | Fecha 21 |
| Local                   | Resultado | Visitante              | Estadio                     | Fecha        | Hora     |          |          |          |          |          |          |
| ----------------------- | --------- | ---------------------- | --------------------------- | ------------ | -------- | -------- | -------- | -------- | -------- | -------- | -------- |
| Central Norte (S)       | 2 - 1     | Guaraní Antonio Franco | Padre Ernesto Martearena    | 3 de febrero | 17:00    |          |          |          |          |          |          |
| San Jorge (T)           | 0 - 0     | Libertad (S)           | Senador Luis Cruz           | 3 de febrero | 17:40    |          |          |          |          |          |          |
| Gimnasia y Tiro (S)     | 1 - 2     | Juventud Antoniana     | El Gigante del Norte        | 3 de febrero | 19:00    |          |          |          |          |          |          |
| Sportivo Belgrano       | 1 - 0     | Central Córdoba (SdE)  | Óscar C. Boero              | 3 de febrero | 20:30    |          |          |          |          |          |          |
| Talleres (C)            | 4 - 1     | Racing (C)             | Mario Alberto Kempes        | 3 de febrero | 21:20    |          |          |          |          |          |          |
| Alumni (VM)             | 2 - 0     | San Martín (T)         | Plaza Manuel Anselmo Ocampo | 5 de febrero | 21:35    |          |          |          |          |          |          |
| Libre: Tiro Federal (R) |           |                        |                             |              |          |          |          |          |          |          |          |

| Fecha 22               | Fecha 22  | Fecha 22            | Fecha 22                                 | Fecha 22      | Fecha 22 | Fecha 22 | Fecha 22 | Fecha 22 | Fecha 22 | Fecha 22 | Fecha 22 |
| Local                  | Resultado | Visitante           | Estadio                                  | Fecha         | Hora     |          |          |          |          |          |          |
| ---------------------- | --------- | ------------------- | ---------------------------------------- | ------------- | -------- | -------- | -------- | -------- | -------- | -------- | -------- |
| Libertad (S)           | 0 - 1     | Central Norte (S)   | Hogar de los Tigres                      | 9 de febrero  | 18:05    |          |          |          |          |          |          |
| Tiro Federal (R)       | 0 - 0     | San Jorge (T)       | Fortín de Ludueña                        | 9 de febrero  | 19:25    |          |          |          |          |          |          |
| Racing (C)             | 1 - 3     | Sportivo Belgrano   | Miguel Sancho                            | 9 de febrero  | 21:05    |          |          |          |          |          |          |
| Central Córdoba (SdE)  | 3 - 1     | Gimnasia y Tiro (S) | Alfredo Terrera                          | 9 de febrero  | 21:35    |          |          |          |          |          |          |
| Guaraní Antonio Franco | 2 - 0     | Talleres (C)        | Clemente Argentino Fernández de Oliveira | 10 de febrero | 17:05    |          |          |          |          |          |          |
| Juventud Antoniana     | 1 - 0     | Alumni (VM)         | Padre Ernesto Martearena                 | 10 de febrero | 19:00    |          |          |          |          |          |          |
| Libre: San Martín (T)  |           |                     |                                          |               |          |          |          |          |          |          |          |

| Fecha 23             | Fecha 23  | Fecha 23               | Fecha 23                    | Fecha 23      | Fecha 23 | Fecha 23 | Fecha 23 | Fecha 23 | Fecha 23 | Fecha 23 | Fecha 23 |
| Local                | Resultado | Visitante              | Estadio                     | Fecha         | Hora     |          |          |          |          |          |          |
| -------------------- | --------- | ---------------------- | --------------------------- | ------------- | -------- | -------- | -------- | -------- | -------- | -------- | -------- |
| Sportivo Belgrano    | 1 - 1     | Guaraní Antonio Franco | Óscar C. Boero              | 15 de febrero | 21:30    |          |          |          |          |          |          |
| Gimnasia y Tiro (S)  | 0 - 3     | Racing (C)             | El Gigante del Norte        | 15 de febrero | 22:05    |          |          |          |          |          |          |
| Alumni (VM)          | 2 - 3     | Central Córdoba (SdE)  | Plaza Manuel Anselmo Ocampo | 16 de febrero | 20:05    |          |          |          |          |          |          |
| Talleres (C)         | 2 - 2     | Libertad (S)           | Mario Alberto Kempes        | 16 de febrero | 20:40    |          |          |          |          |          |          |
| Central Norte (S)    | 1 - 0     | Tiro Federal (R)       | Padre Ernesto Martearena    | 16 de febrero | 21:20    |          |          |          |          |          |          |
| San Martín (T)       | 2 - 1     | Juventud Antoniana     | La Ciudadela                | 16 de febrero | 21:55    |          |          |          |          |          |          |
| Libre: San Jorge (T) |           |                        |                             |               |          |          |          |          |          |          |          |

| Fecha 24                  | Fecha 24  | Fecha 24            | Fecha 24                                 | Fecha 24      | Fecha 24 | Fecha 24 | Fecha 24 | Fecha 24 | Fecha 24 | Fecha 24 | Fecha 24 |
| Local                     | Resultado | Visitante           | Estadio                                  | Fecha         | Hora     |          |          |          |          |          |          |
| ------------------------- | --------- | ------------------- | ---------------------------------------- | ------------- | -------- | -------- | -------- | -------- | -------- | -------- | -------- |
| Libertad (S)              | 2 - 1     | Sportivo Belgrano   | Hogar de los Tigres                      | 20 de febrero | 17:15    |          |          |          |          |          |          |
| San Jorge (T)             | 0 - 1     | Central Norte (S)   | Senador Luis Cruz                        | 20 de febrero | 17:35    |          |          |          |          |          |          |
| Guaraní Antonio Franco    | 2 - 0     | Gimnasia y Tiro (S) | Clemente Argentino Fernández de Oliveira | 20 de febrero | 18:00    |          |          |          |          |          |          |
| Tiro Federal (R)          | 0 - 2     | Talleres (C)        | Fortín de Ludueña                        | 20 de febrero | 20:20    |          |          |          |          |          |          |
| Racing (C)                | 1 - 1     | Alumni (VM)         | Miguel Sancho                            | 20 de febrero | 21:35    |          |          |          |          |          |          |
| Central Córdoba (SdE)     | 1 - 1     | San Martín (T)      | Alfredo Terrera                          | 20 de febrero | 22:00    |          |          |          |          |          |          |
| Libre: Juventud Antoniana |           |                     |                                          |               |          |          |          |          |          |          |          |

| Fecha 25                 | Fecha 25  | Fecha 25               | Fecha 25                    | Fecha 25      | Fecha 25 | Fecha 25 | Fecha 25 | Fecha 25 | Fecha 25 | Fecha 25 | Fecha 25 |
| Local                    | Resultado | Visitante              | Estadio                     | Fecha         | Hora     |          |          |          |          |          |          |
| ------------------------ | --------- | ---------------------- | --------------------------- | ------------- | -------- | -------- | -------- | -------- | -------- | -------- | -------- |
| Talleres (C)             | 4 - 0     | San Jorge (T)          | Mario Alberto Kempes        | 23 de febrero | 21:00    |          |          |          |          |          |          |
| Gimnasia y Tiro (S)      | 1 - 0     | Libertad (S)           | El Gigante del Norte        | 24 de febrero | 17:00    |          |          |          |          |          |          |
| Juventud Antoniana       | 2 - 0     | Central Córdoba (SdE)  | Padre Ernesto Martearena    | 24 de febrero | 19:10    |          |          |          |          |          |          |
| Alumni (VM)              | 2 - 1     | Guaraní Antonio Franco | Plaza Manuel Anselmo Ocampo | 24 de febrero | 20:30    |          |          |          |          |          |          |
| Sportivo Belgrano        | 3 - 0     | Tiro Federal (R)       | Fortín de Ludueña           | 24 de febrero | 20:35    |          |          |          |          |          |          |
| San Martín (T)           | 3 - 0     | Racing (C)             | La Ciudadela                | 25 de febrero | 21:30    |          |          |          |          |          |          |
| Libre: Central Norte (S) |           |                        |                             |               |          |          |          |          |          |          |          |

| Fecha 26                     | Fecha 26  | Fecha 26            | Fecha 26                                 | Fecha 26   | Fecha 26 | Fecha 26 | Fecha 26 | Fecha 26 | Fecha 26 | Fecha 26 | Fecha 26 |
| Local                        | Resultado | Visitante           | Estadio                                  | Fecha      | Hora     |          |          |          |          |          |          |
| ---------------------------- | --------- | ------------------- | ---------------------------------------- | ---------- | -------- | -------- | -------- | -------- | -------- | -------- | -------- |
| Racing (C)                   | 0 - 0     | Juventud Antoniana  | Miguel Sancho                            | 3 de marzo | 17:00    |          |          |          |          |          |          |
| Central Norte (S)            | 0 - 2     | Talleres (C)        | Padre Ernesto Martearena                 | 3 de marzo | 17:00    |          |          |          |          |          |          |
| San Jorge (T)                | 1 - 0     | Sportivo Belgrano   | Senador Luis Cruz                        | 3 de marzo | 17:00    |          |          |          |          |          |          |
| Guaraní Antonio Franco       | 2 - 2     | San Martín (T)      | Clemente Argentino Fernández de Oliveira | 3 de marzo | 17:00    |          |          |          |          |          |          |
| Libertad (S)                 | 2 - 1     | Alumni (VM)         | Hogar de los Tigres                      | 3 de marzo | 17:10    |          |          |          |          |          |          |
| Tiro Federal (R)             | 2 - 0     | Gimnasia y Tiro (S) | Fortín de Ludueña                        | 3 de marzo | 19:30    |          |          |          |          |          |          |
| Libre: Central Córdoba (SdE) |           |                     |                                          |            |          |          |          |          |          |          |          |

Fuente: Ascenso del Interior.

### Zona Sur
| Pos | Equipo                                      | Pts | PJ | PG | PE | PP | GF | GC | Dif |
| --- | ------------------------------------------- | --- | -- | -- | -- | -- | -- | -- | --- |
| 1   | Ramón Santamarina                           | 39  | 22 | 11 | 6  | 5  | 30 | 19 | +11 |
| 2   | Juventud Unida Universitario                | 35  | 22 | 9  | 8  | 5  | 27 | 23 | +4  |
| 3   | Deportivo Maipú                             | 33  | 22 | 9  | 6  | 7  | 32 | 29 | +3  |
| 4   | Racing (Olavarría)                          | 30  | 22 | 9  | 3  | 10 | 33 | 28 | +5  |
| 5   | Gimnasia y Esgrima (Concepción del Uruguay) | 30  | 22 | 8  | 6  | 8  | 26 | 27 | -1  |
| 6   | Defensores de Belgrano (Villa Ramallo)      | 30  | 22 | 8  | 6  | 8  | 19 | 22 | -3  |
| 7   | Rivadavia (Lincoln)                         | 29  | 22 | 8  | 5  | 9  | 32 | 36 | -4  |
| 8   | Cipolletti                                  | 28  | 22 | 9  | 1  | 12 | 27 | 26 | +1  |
| 9   | Alvarado                                    | 28  | 22 | 8  | 4  | 10 | 20 | 21 | -1  |
| 10  | Unión (Mar del Plata)                       | 28  | 22 | 7  | 7  | 8  | 24 | 30 | -6  |
| 11  | Guillermo Brown                             | 27  | 22 | 7  | 6  | 9  | 25 | 32 | -7  |
| 12  | Desamparados                                | 25  | 22 | 5  | 10 | 7  | 26 | 28 | -2  |

|  | Equipos clasificados a la Segunda fase. |

| Desamparados             | 0 - 0 | Guillermo Brown             | Bicentenario de San Juan | 24 de agosto | 21:30 |
| Rivadavia (L)            | 3 - 1 | Juventud U.U                | El Coliseo               | 26 de agosto | 15:30 |
| Racing (O)               | 1 - 0 | Alvarado                    | José Buglione Martinese  | 26 de agosto | 15:35 |
| Gimnasia y Esgrima (CdU) | 1 - 2 | Deportivo Maipú             | Manuel y Ramón Núñez     | 26 de agosto | 15:35 |
| Cipolletti               | 3 - 0 | Defensores de Belgrano (VR) | La Visera de Cemento     | 26 de agosto | 16:00 |
| Unión (MdP)              | 0 - 2 | Santamarina                 | José María Minella       | 26 de agosto | 18:35 |

| Alvarado        | 2 - 1 | Gimnasia y Esgrima (CdU)    | José María Minella           | 1 de septiembre | 15:35 |
| Santamarina     | 0 - 0 | Defensores de Belgrano (VR) | Municipal General San Martín | 2 de septiembre | 11:00 |
| Rivadavia (L)   | 1 - 2 | Cipolletti                  | El Coliseo                   | 2 de septiembre | 15:30 |
| Juventud U.U    | 1 - 0 | Racing (O)                  | Mario Sebastián Diez         | 2 de septiembre | 15:30 |
| Deportivo Maipú | 3 - 0 | Desamparados                | Omar Higinio Sperdutti       | 2 de septiembre | 15:35 |
| Guillermo Brown | 1 - 3 | Unión (MdP)                 | Raúl Conti                   | 2 de septiembre | 16:00 |

| Racing (O)                  | 2 - 2 | Rivadavia (L)   | José Buglione Martinese  | 9 de septiembre | 15:30 |
| Unión (MdP)                 | 0 - 1 | Deportivo Maipú | José María Minella       | 9 de septiembre | 15:35 |
| Gimnasia y Esgrima (CdU)    | 1 - 1 | Juventud U.U    | Manuel y Ramón Núñez     | 9 de septiembre | 16:00 |
| Defensores de Belgrano (VR) | 0 - 0 | Guillermo Brown | Salomon Boeseldin        | 9 de septiembre | 16:30 |
| Cipolletti                  | 3 - 2 | Santamarina     | La Visera de Cemento     | 9 de septiembre | 16:30 |
| Desamparados                | 1 - 1 | Alvarado        | Bicentenario de San Juan | 9 de septiembre | 16:35 |

| Rivadavia (L)   | 4 - 3 | Gimnasia y Esgrima (CdU)    | El Coliseo              | 16 de septiembre | 15:30 |
| Juventud U.U    | 1 - 1 | Desamparados                | Mario Sebastián Diez    | 16 de septiembre | 15:40 |
| Racing (O)      | 2 - 0 | Cipolletti                  | José Buglione Martinese | 16 de septiembre | 16:00 |
| Guillermo Brown | 1 - 1 | Santamarina                 | Raúl Conti              | 16 de septiembre | 16:00 |
| Deportivo Maipú | 2 - 1 | Defensores de Belgrano (VR) | Omar Higinio Sperdutti  | 16 de septiembre | 16:30 |
| Alvarado        | 2 - 1 | Unión (MdP)                 | José María Minella      | 17 de septiembre | 18:05 |

| Santamarina                 | 2 - 0 | Deportivo Maipú | Municipal General San Martín | 23 de septiembre | 11:10 |
| Unión (MdP)                 | 0 - 0 | Juventud U.U    | José María Minella           | 23 de septiembre | 15:35 |
| Defensores de Belgrano (VR) | 1 - 0 | Alvarado        | Salomon Boeseldin            | 23 de septiembre | 16:00 |
| Gimnasia y Esgrima (CdU)    | 3 - 2 | Racing (O)      | Manuel y Ramón Núñez         | 23 de septiembre | 16:30 |
| Cipolletti                  | 2 - 1 | Guillermo Brown | La Visera de Cemento         | 23 de septiembre | 16:35 |
| Desamparados                | 5 - 1 | Rivadavia (L)   | Bicentenario de San Juan     | 23 de septiembre | 20:35 |

| Alvarado                 | 2 - 0 | Santamarina                 | José María Minella      | 29 de septiembre | 20:40 |
| Rivadavia (L)            | 0 - 0 | Unión (MdP)                 | El Coliseo              | 30 de septiembre | 16:00 |
| Racing (O)               | 4 - 3 | Desamparados                | José Buglione Martinese | 30 de septiembre | 16:00 |
| Juventud U.U             | 2 - 0 | Defensores de Belgrano (VR) | Mario Sebastián Diez    | 30 de septiembre | 16:05 |
| Gimnasia y Esgrima (CdU) | 1 - 0 | Cipolletti                  | Manuel y Ramón Núñez    | 30 de septiembre | 16:35 |
| Deportivo Maipú          | 4 - 2 | Guillermo Brown             | Omar Higinio Sperdutti  | 30 de septiembre | 17:00 |

| Unión (MdP)                 | 1 - 1 | Racing (O)               | José María Minella           | 7 de octubre | 11:00 |
| Defensores de Belgrano (VR) | 0 - 1 | Rivadavia (L)            | Salomon Boeseldin            | 7 de octubre | 16:30 |
| Cipolletti                  | 1 - 1 | Deportivo Maipú          | La Visera de Cemento         | 7 de octubre | 16:35 |
| Guillermo Brown             | 1 - 0 | Alvarado                 | Raúl Conti                   | 7 de octubre | 16:40 |
| Desamparados                | 2 - 2 | Gimnasia y Esgrima (CdU) | Bicentenario de San Juan     | 7 de octubre | 17:05 |
| Santamarina                 | 1 - 0 | Juventud U.U             | Municipal General San Martín | 7 de octubre | 19:00 |

| Rivadavia (L)            | 1 - 1 | Santamarina                 | El Coliseo               | 13 de octubre | 16:30 |
| Juventud U.U             | 3 - 0 | Guillermo Brown             | Mario Sebastián Diez     | 13 de octubre | 16:35 |
| Racing (O)               | 1 - 2 | Defensores de Belgrano (VR) | José Buglione Martinese  | 14 de octubre | 16:00 |
| Alvarado                 | 2 - 0 | Deportivo Maipú             | José María Minella       | 14 de octubre | 16:05 |
| Desamparados             | 2 - 1 | Cipolletti                  | Bicentenario de San Juan | 14 de octubre | 17:05 |
| Gimnasia y Esgrima (CdU) | 2 - 2 | Unión (MdP)                 | Manuel y Ramón Núñez     | 14 de octubre | 17:05 |

| Unión (MdP)                 | 3 - 2 | Desamparados             | José María Minella           | 20 de octubre | 15:35 |
| Guillermo Brown             | 2 - 1 | Rivadavia (L)            | Raúl Conti                   | 21 de octubre | 16:30 |
| Deportivo Maipú             | 4 - 1 | Juventud U.U             | Omar Higinio Sperdutti       | 21 de octubre | 17:40 |
| Cipolletti                  | 3 - 1 | Alvarado                 | La Visera de Cemento         | 21 de octubre | 18:00 |
| Defensores de Belgrano (VR) | 0 - 0 | Gimnasia y Esgrima (CdU) | Salomon Boeseldin            | 21 de octubre | 18:30 |
| Santamarina                 | 1 - 0 | Racing (O)               | Municipal General San Martín | 22 de octubre | 20:30 |

| Union (MdP)              | 1 - 0 | Cipolletti                  | José María Minella       | 27 de octubre | 15:30 |
| Juventud U.U             | 2 - 1 | Alvarado                    | Mario Sebastián Diez     | 27 de octubre | 16:35 |
| Desamparados             | 2 - 0 | Defensores de Belgrano (VR) | Bicentenario de San Juan | 28 de octubre | 11:00 |
| Rivadavia (L)            | 2 - 1 | Deportivo Maipú             | El Coliseo               | 28 de octubre | 11:15 |
| Gimnasia y Esgrima (CdU) | 0 - 2 | Santamarina                 | Manuel y Ramón Núñez     | 28 de octubre | 19:35 |
| Racing (O)               | 2 - 1 | Guillermo Brown             | José Buglione Martinese  | 29 de octubre | 21:00 |

| Guillermo Brown             | 1 - 0 | Gimnasia y Esgrima (CdU) | Raúl Conti                   | 4 de noviembre | 16:35 |
| Deportivo Maipú             | 2 - 0 | Racing (O)               | Omar Higinio Sperdutti       | 4 de noviembre | 17:40 |
| Defensores de Belgrano (VR) | 1 - 0 | Unión (MdP)              | Salomon Boeseldin            | 4 de noviembre | 18:00 |
| Santamarina                 | 1 - 1 | Desamparados             | Municipal General San Martín | 4 de noviembre | 19:30 |
| Cipolletti                  | 1 - 0 | Juventud U.U             | La Visera de Cemento         | 4 de noviembre | 19:40 |
| Alvarado                    | 3 - 2 | Rivadavia (L)            | José María Minella           | 4 de noviembre | 20:35 |

| Juventud U.U                | 2 - 1 | Rivadavia (L)            | Mario Sebastián Diez         | 10 de noviembre | 17:00 |
| Guillermo Brown             | 1 - 0 | Desamparados             | Raúl Conti                   | 11 de noviembre | 16:35 |
| Deportivo Maipú             | 1 - 0 | Gimnasia y Esgrima (CdU) | Omar Higinio Sperdutti       | 11 de noviembre | 18:35 |
| Santamarina                 | 2 - 0 | Unión (MdP)              | Municipal General San Martín | 11 de noviembre | 19:35 |
| Defensores de Belgrano (VR) | 2 - 0 | Cipolletti               | Salomon Boeseldin            | 11 de noviembre | 20:00 |
| Alvarado                    | 1 - 0 | Racing (O)               | José María Minella           | 12 de noviembre | 20:00 |

| Unión (MdP)                 | 1 - 1 | Guillermo Brown | José María Minella       | 16 de noviembre | 20:30 |
| Defensores de Belgrano (VR) | 1 - 0 | Santamarina     | Salomon Boeseldin        | 16 de noviembre | 21:05 |
| Cipolletti                  | 2 - 1 | Rivadavia (L)   | La Visera de Cemento     | 17 de noviembre | 17:00 |
| Gimnasia y Esgrima (CdU)    | 1 - 0 | Alvarado        | Manuel y Ramón Núñez     | 18 de noviembre | 20:05 |
| Desamparados                | 2 - 2 | Deportivo Maipú | Bicentenario de San Juan | 18 de noviembre | 21:35 |
| Racing (O)                  | 1 - 1 | Juventud U.U    | José Buglione Martinese  | 19 de noviembre | 21:05 |

| Rivadavia (L)   | 2 - 1 | Racing (O)                  | El Coliseo                   | 25 de noviembre | 17:00 |
| Guillermo Brown | 0 - 0 | Defensores de Belgrano (VR) | Raúl Conti                   | 25 de noviembre | 17:35 |
| Santamarina     | 2 - 1 | Cipolletti                  | Municipal General San Martín | 25 de noviembre | 19:45 |
| Alvarado        | 0 - 0 | Desamparados                | José María Minella           | 25 de noviembre | 21:15 |
| Juventud U.U    | 1 - 1 | Gimnasia y Esgrima (CdU)    | Mario Sebastián Diez         | 26 de noviembre | 17:05 |
| Deportivo Maipú | 1 - 1 | Unión (MdP)                 | Omar Higinio Sperdutti       | 26 de noviembre | 20:10 |

| Santamarina                 | 4 - 0 | Guillermo Brown | Municipal General San Martín | 1 de diciembre | 20:35 |
| Cipolletti                  | 2 - 0 | Racing (O)      | La Visera de Cemento         | 2 de diciembre | 20:05 |
| Defensores de Belgrano (VR) | 2 - 0 | Deportivo Maipú | Salomon Boeseldin            | 2 de diciembre | 20:20 |
| Gimnasia y Esgrima (CdU)    | 1 - 0 | Rivadavia (L)   | Manuel y Ramón Núñez         | 2 de diciembre | 20:35 |
| Desamparados                | 1 - 1 | Juventud U.U    | Bicentenario de San Juan     | 2 de diciembre | 20:35 |
| Union (MdP)                 | 2 - 1 | Alvarado        | José María Minella           | 3 de diciembre | 20:10 |

| Rivadavia (L)   | 3 - 0 | Desamparados                | El Coliseo             | 8 de diciembre  | 17:30 |
| Guillermo Brown | 4 - 3 | Cipolletti                  | Raúl Conti             | 9 de diciembre  | 17:30 |
| Deportivo Maipú | 0 - 2 | Santamarina                 | Omar Higinio Sperdutti | 9 de diciembre  | 19:10 |
| Juventud U.U    | 3 - 0 | Unión (MdP)                 | Mario Sebastián Diez   | 9 de diciembre  | 21:05 |
| Racing (O)      | 1 - 0 | Gimnasia y Esgrima (CdU)    | Domingo Colasurdo      | 10 de diciembre | 21:05 |
| Alvarado        | 0 - 1 | Defensores de Belgrano (VR) | José María Minella     | 10 de diciembre | 21:10 |

| Desamparados                | 1 - 0 | Racing (O)               | Bicentenario de San Juan     | 25 de enero | 22:25 |
| Santamarina                 | 1 - 0 | Alvarado                 | Municipal General San Martín | 27 de enero | 18:35 |
| Guillermo Brown             | 2 - 2 | Deportivo Maipú          | Raúl Conti                   | 27 de enero | 18:35 |
| Defensores de Belgrano (VR) | 1 - 1 | Juventud U.U             | Salomon Boeseldin            | 27 de enero | 20:35 |
| Unión (MdP)                 | 0 - 2 | Rivadavia (L)            | José María Minella           | 27 de enero | 21:00 |
| Cipolletti                  | 3 - 0 | Gimnasia y Esgrima (CdU) | La Visera de Cemento         | 27 de enero | 21:05 |

| Rivadavia (L)            | 2 - 5 | Defensores de Belgrano (VR) | El Coliseo              | 1 de febrero | 17:30 |
| Racing (O)               | 4 - 1 | Unión (MdP)                 | José Buglione Martinese | 1 de febrero | 21:30 |
| Deportivo Maipú          | 1 - 0 | Cipolletti                  | Omar Higinio Sperdutti  | 3 de febrero | 20:45 |
| Juventud U.U             | 0 - 0 | Santamarina                 | Mario Sebastián Diez    | 3 de febrero | 21:00 |
| Gimnasia y Esgrima (CdU) | 1 - 0 | Desamparados                | Manuel y Ramón Núñez    | 3 de febrero | 21:00 |
| Alvarado                 | 1 - 0 | Guillermo Brown             | José María Minella      | 3 de febrero | 21:15 |

| Defensores de Belgrano (VR) | 0 - 2 | Racing (O)               | Salomon Boeseldin            | 8 de febrero  | 21:05 |
| Deportivo Maipú             | 0 - 0 | Alvarado                 | Omar Higinio Sperdutti       | 8 de febrero  | 21:40 |
| Santamarina                 | 3 - 0 | Rivadavia (L)            | Municipal General San Martín | 9 de febrero  | 20:30 |
| Unión (MdP)                 | 2 - 2 | Gimnasia y Esgrima (CdU) | José María Minella           | 9 de febrero  | 20:30 |
| Guillermo Brown             | 4 - 2 | Juventud U.U             | Raúl Conti                   | 10 de febrero | 18:00 |
| Cipolletti                  | 0 - 1 | Desamparados             | La Visera de Cemento         | 10 de febrero | 21:20 |

| Racing (O)               | 4 - 0 | Santamarina                 | José Buglione Martinese  | 15 de febrero | 21:35 |
| Rivadavia (L)            | 2 - 1 | Guillermo Brown             | El Coliseo               | 17 de febrero | 17:00 |
| Gimnasia y Esgrima (CdU) | 2 - 0 | Defensores de Belgrano (VR) | Manuel y Ramón Núñez     | 17 de febrero | 21:00 |
| Desamparados             | 1 - 2 | Union (MdP)                 | Bicentenario de San Juan | 17 de febrero | 21:00 |
| Juventud U.U             | 1 - 0 | Deportivo Maipú             | Mario Sebastián Diez     | 17 de febrero | 21:20 |
| Alvarado                 | 1 - 0 | Cipolletti                  | José María Minella       | 18 de febrero | 21:10 |

| Guillermo Brown             | 2 - 1 | Racing (O)               | Raúl Conti                   | 24 de febrero | 17:00 |
| Cipolletti                  | 0 - 1 | Union (MdP)              | La Visera de Cemento         | 24 de febrero | 19:20 |
| Defensores de Belgrano (VR) | 1 - 1 | Desamparados             | Salomon Boeseldin            | 24 de febrero | 20:30 |
| Deportivo Maipú             | 1 - 1 | Rivadavia (L)            | Omar Higinio Sperdutti       | 24 de febrero | 21:30 |
| Santamarina                 | 1 - 3 | Gimnasia y Esgrima (CdU) | Municipal General San Martín | 25 de febrero | 21:00 |
| Alvarado                    | 2 - 3 | Juventud U.U             | José María Minella           | 25 de febrero | 21:10 |

| Racing (O)               | 4 - 2 | Deportivo Maipú             | José Buglione Martinese  | 3 de marzo | 17:00 |
| Gimnasia y Esgrima (CdU) | 1 - 0 | Guillermo Brown             | Manuel y Ramón Núñez     | 3 de marzo | 17:00 |
| Unión (MdP)              | 3 - 1 | Defensores de Belgrano (VR) | José María Minella       | 3 de marzo | 17:00 |
| Juventud U.U             | 1 - 0 | Cipolletti                  | Mario Sebastián Diez     | 3 de marzo | 17:00 |
| Rivadavia (L)            | 0 - 0 | Alvarado                    | El Coliseo               | 3 de marzo | 17:00 |
| Desamparados             | 0 - 0 | Santamarina                 | Bicentenario de San Juan | 3 de marzo | 21:00 |

## Segunda fase
La disputan 11 equipos que juegan por el primer ascenso a la B Nacional en una ronda de todos contra todos. El ganador asciende directamente y los otros 10 participan por el segundo ascenso. Todos los equipos arrancan sin puntos, y ante igualdad de posiciones prevalece la diferencia de gol (en este caso no se aplica el criterio de partidos entre los empatados porque solo juegan una vez). Los ubicados del segundo al quinto lugar clasifican en forma directa a la cuarta fase por el segundo ascenso, en tanto que los restantes pasan a disputar la tercera fase, con dos clubes de la Reválida. 

### Tabla de posiciones
| Pos | Equipo                                      | Pts | PJ | PG | PE | PP | GF | GC | Dif |
| --- | ------------------------------------------- | --- | -- | -- | -- | -- | -- | -- | --- |
| 1   | Talleres (Córdoba)                          | 24  | 10 | 7  | 3  | 0  | 15 | 6  | 9   |
| 2   | Sportivo Belgrano (San Francisco)           | 20  | 10 | 6  | 2  | 2  | 19 | 13 | 6   |
| 3   | Ramón Santamarina                           | 17  | 10 | 5  | 2  | 3  | 16 | 11 | 5   |
| 4   | Deportivo Maipú                             | 16  | 10 | 4  | 4  | 2  | 11 | 7  | 4   |
| 5   | San Jorge (Tucumán)                         | 14  | 10 | 4  | 2  | 4  | 21 | 19 | 2   |
| 6   | San Martín (Tucumán)                        | 14  | 10 | 4  | 2  | 4  | 7  | 8  | -1  |
| 7   | Gimnasia y Tiro (Salta)                     | 13  | 10 | 3  | 4  | 3  | 15 | 14 | 1   |
| 8   | Racing (Olavarría)                          | 11  | 10 | 3  | 2  | 5  | 13 | 15 | -2  |
| 9   | Juventud Unida Universitario                | 9   | 10 | 2  | 3  | 5  | 14 | 21 | -7  |
| 10  | Juventud Antoniana                          | 8   | 10 | 1  | 5  | 4  | 10 | 13 | -3  |
| 11  | Gimnasia y Esgrima (Concepción del Uruguay) | 3   | 10 | 0  | 3  | 7  | 6  | 20 | -14 |

|  | Campeón. Ascendió a la Primera B Nacional. |
|  | Clasificados a la cuarta fase.             |
|  | Clasificados a la tercera fase.            |

| Fecha 1             | Fecha 1   | Fecha 1                  | Fecha 1                | Fecha 1     | Fecha 1 | Fecha 1 | Fecha 1 | Fecha 1 | Fecha 1 | Fecha 1 | Fecha 1 |
| Local               | Resultado | Visitante                | Estadio                | Fecha       | Hora    |         |         |         |         |         |         |
| ------------------- | --------- | ------------------------ | ---------------------- | ----------- | ------- | ------- | ------- | ------- | ------- | ------- | ------- |
| San Jorge (T)       | 1 - 2     | Sportivo Belgrano        | Senador Luis Cruz      | 9 de marzo  | 17:00   |         |         |         |         |         |         |
| Talleres (C)        | 1 - 0     | Juventud Antoniana       | Mario Alberto Kempes   | 9 de marzo  | 21:10   |         |         |         |         |         |         |
| Deportivo Maipú     | 2 - 0     | San Martín (T)           | Omar Higinio Sperdutti | 10 de marzo | 17:05   |         |         |         |         |         |         |
| Gimnasia y Tiro (S) | 1 - 1     | Gimnasia y Esgrima (CdU) | El Gigante del Norte   | 10 de marzo | 17:05   |         |         |         |         |         |         |
| Juventud U.U        | 2 - 1     | Racing (O)               | Mario Sebastián Diez   | 10 de marzo | 21:00   |         |         |         |         |         |         |
| Libre: Santamarina  |           |                          |                        |             |         |         |         |         |         |         |         |

| Fecha 2                  | Fecha 2   | Fecha 2             | Fecha 2                  | Fecha 2     | Fecha 2 | Fecha 2 | Fecha 2 | Fecha 2 | Fecha 2 | Fecha 2 | Fecha 2 |
| Local                    | Resultado | Visitante           | Estadio                  | Fecha       | Hora    |         |         |         |         |         |         |
| ------------------------ | --------- | ------------------- | ------------------------ | ----------- | ------- | ------- | ------- | ------- | ------- | ------- | ------- |
| Sportivo Belgrano        | 1 - 2     | Talleres (C)        | Óscar C. Boero           | 17 de marzo | 17:00   |         |         |         |         |         |         |
| Juventud Antoniana       | 2 - 3     | Santamarina         | Padre Ernesto Martearena | 17 de marzo | 17:05   |         |         |         |         |         |         |
| San Martín (T)           | 1 - 0     | San Jorge (T)       | La Ciudadela             | 17 de marzo | 17:30   |         |         |         |         |         |         |
| Gimnasia y Esgrima (CdU) | 0 - 2     | Deportivo Maipú     | Manuel y Ramón Núñez     | 17 de marzo | 20:05   |         |         |         |         |         |         |
| Racing (O)               | 2 - 2     | Gimnasia y Tiro (S) | José Buglione Martinese  | 18 de marzo | 20:45   |         |         |         |         |         |         |
| Libre: Juventud U.U      |           |                     |                          |             |         |         |         |         |         |         |         |

| Fecha 3                   | Fecha 3   | Fecha 3                  | Fecha 3                      | Fecha 3     | Fecha 3 | Fecha 3 | Fecha 3 | Fecha 3 | Fecha 3 | Fecha 3 | Fecha 3 |
| Local                     | Resultado | Visitante                | Estadio                      | Fecha       | Hora    |         |         |         |         |         |         |
| ------------------------- | --------- | ------------------------ | ---------------------------- | ----------- | ------- | ------- | ------- | ------- | ------- | ------- | ------- |
| San Jorge (T)             | 3 - 1     | Gimnasia y Esgrima (CdU) | Senador Luis Cruz            | 30 de marzo | 17:05   |         |         |         |         |         |         |
| Deportivo Maipú           | 3 - 2     | Racing (O)               | Omar Higinio Sperdutti       | 31 de marzo | 17:00   |         |         |         |         |         |         |
| Talleres (C)              | 1 - 1     | San Martín (T)           | Mario Alberto Kempes         | 31 de marzo | 18:00   |         |         |         |         |         |         |
| Gimnasia y Tiro (S)       | 3 - 1     | Juventud U.U             | El Gigante del Norte         | 31 de marzo | 18:00   |         |         |         |         |         |         |
| Santamarina               | 2 - 2     | Sportivo Belgrano        | Municipal General San Martín | 1 de abril  | 11:05   |         |         |         |         |         |         |
| Libre: Juventud Antoniana |           |                          |                              |             |         |         |         |         |         |         |         |

| Fecha 4                    | Fecha 4   | Fecha 4            | Fecha 4                 | Fecha 4    | Fecha 4 | Fecha 4 | Fecha 4 | Fecha 4 | Fecha 4 | Fecha 4 | Fecha 4 |
| Local                      | Resultado | Visitante          | Estadio                 | Fecha      | Hora    |         |         |         |         |         |         |
| -------------------------- | --------- | ------------------ | ----------------------- | ---------- | ------- | ------- | ------- | ------- | ------- | ------- | ------- |
| Racing (O)                 | 1 - 3     | San Jorge (T)      | José Buglione Martinese | 5 de abril | 21:20   |         |         |         |         |         |         |
| San Martín (T)             | 1 - 0     | Santamarina        | La Ciudadela            | 6 de abril | 20:00   |         |         |         |         |         |         |
| Gimnasia y Esgrima (CdU)   | 0 - 2     | Talleres (C)       | Manuel y Ramón Núñez    | 7 de abril | 16:00   |         |         |         |         |         |         |
| Juventud U.U               | 0 - 1     | Deportivo Maipú    | Mario Sebastián Diez    | 7 de abril | 16:05   |         |         |         |         |         |         |
| Sportivo Belgrano          | 1 - 1     | Juventud Antoniana | Óscar C. Boero          | 7 de abril | 18:00   |         |         |         |         |         |         |
| Libre: Gimnasia y Tiro (S) |           |                    |                         |            |         |         |         |         |         |         |         |

| Fecha 5                  | Fecha 5   | Fecha 5                  | Fecha 5                      | Fecha 5     | Fecha 5 | Fecha 5 | Fecha 5 | Fecha 5 | Fecha 5 | Fecha 5 | Fecha 5 |
| Local                    | Resultado | Visitante                | Estadio                      | Fecha       | Hora    |         |         |         |         |         |         |
| ------------------------ | --------- | ------------------------ | ---------------------------- | ----------- | ------- | ------- | ------- | ------- | ------- | ------- | ------- |
| Santamarina              | 3 - 0     | Gimnasia y Esgrima (CdU) | Municipal General San Martín | 12 de abril | 20:35   |         |         |         |         |         |         |
| Deportivo Maipú          | 0 - 0     | Gimnasia y Tiro (S)      | Omar Higinio Sperdutti       | 12 de abril | 21:05   |         |         |         |         |         |         |
| Talleres (C)             | 2 - 1     | Racing (O)               | Mario Alberto Kempes         | 12 de abril | 21:35   |         |         |         |         |         |         |
| Juventud Antoniana       | 0 - 1     | San Martín (T)           | Padre Ernesto Martearena     | 12 de abril | 22:05   |         |         |         |         |         |         |
| San Jorge (T)            | 2 - 4     | Juventud U.U             | Senador Luis Cruz            | 13 de abril | 16:30   |         |         |         |         |         |         |
| Libre: Sportivo Belgrano |           |                          |                              |             |         |         |         |         |         |         |         |

| Fecha 6                  | Fecha 6   | Fecha 6            | Fecha 6                 | Fecha 6     | Fecha 6 | Fecha 6 | Fecha 6 | Fecha 6 | Fecha 6 | Fecha 6 | Fecha 6 |
| Local                    | Resultado | Visitante          | Estadio                 | Fecha       | Hora    |         |         |         |         |         |         |
| ------------------------ | --------- | ------------------ | ----------------------- | ----------- | ------- | ------- | ------- | ------- | ------- | ------- | ------- |
| Gimnasia y Esgrima (CdU) | 1 - 1     | Juventud Antoniana | Manuel y Ramón Núñez    | 17 de abril | 21:05   |         |         |         |         |         |         |
| Racing (O)               | 0 - 1     | Santamarina        | José Buglione Martinese | 17 de abril | 21:05   |         |         |         |         |         |         |
| Gimnasia y Tiro (S)      | 5 - 5     | San Jorge (T)      | El Gigante del Norte    | 17 de abril | 22:05   |         |         |         |         |         |         |
| San Martín (T)           | 0 - 1     | Sportivo Belgrano  | La Ciudadela            | 17 de abril | 22:05   |         |         |         |         |         |         |
| Juventud U.U             | 0 - 2     | Talleres (C)       | Mario Sebastián Diez    | 18 de abril | 21:30   |         |         |         |         |         |         |
| Libre:Deportivo Maipú    |           |                    |                         |             |         |         |         |         |         |         |         |

| Fecha 7               | Fecha 7   | Fecha 7                  | Fecha 7                      | Fecha 7     | Fecha 7 | Fecha 7 | Fecha 7 | Fecha 7 | Fecha 7 | Fecha 7 | Fecha 7 |
| Local                 | Resultado | Visitante                | Estadio                      | Fecha       | Hora    |         |         |         |         |         |         |
| --------------------- | --------- | ------------------------ | ---------------------------- | ----------- | ------- | ------- | ------- | ------- | ------- | ------- | ------- |
| San Jorge (T)         | 1 - 1     | Deportivo Maipú          | Senador Luis Cruz            | 21 de abril | 16:25   |         |         |         |         |         |         |
| Juventud Antoniana    | 0 - 0     | Racing (O)               | Padre Ernesto Martearena     | 21 de abril | 17:00   |         |         |         |         |         |         |
| Sportivo Belgrano     | 2 - 0     | Gimnasia y Esgrima (CdU) | Óscar C. Boero               | 21 de abril | 19:30   |         |         |         |         |         |         |
| Santamarina           | 3 - 0     | Juventud U.U             | Municipal General San Martín | 22 de abril | 20:40   |         |         |         |         |         |         |
| Talleres (C)          | 1 - 0     | Gimnasia y Tiro (S)      | Mario Alberto Kempes         | 22 de abril | 21:45   |         |         |         |         |         |         |
| Libre: San Martín (T) |           |                          |                              |             |         |         |         |         |         |         |         |

| Fecha 8                  | Fecha 8   | Fecha 8            | Fecha 8                 | Fecha 8     | Fecha 8 | Fecha 8 | Fecha 8 | Fecha 8 | Fecha 8 | Fecha 8 | Fecha 8 |
| Local                    | Resultado | Visitante          | Estadio                 | Fecha       | Hora    |         |         |         |         |         |         |
| ------------------------ | --------- | ------------------ | ----------------------- | ----------- | ------- | ------- | ------- | ------- | ------- | ------- | ------- |
| Gimnasia y Esgrima (CdU) | 1 - 2     | San Martín (T)     | Manuel y Ramón Núñez    | 27 de abril | 16:05   |         |         |         |         |         |         |
| Gimnasia y Tiro (S)      | 1 - 0     | Santamarina        | El Gigante del Norte    | 28 de abril | 16:40   |         |         |         |         |         |         |
| Deportivo Maipú          | 1 - 1     | Talleres (C)       | Omar Higinio Sperdutti  | 28 de abril | 17:05   |         |         |         |         |         |         |
| Racing (O)               | 2 - 1     | Sportivo Belgrano  | José Buglione Martinese | 29 de abril | 21:05   |         |         |         |         |         |         |
| Juventud U.U             | 2 - 2     | Juventud Antoniana | Mario Sebastián Diez    | 29 de abril | 21:05   |         |         |         |         |         |         |
| Libre: San Jorge (T)     |           |                    |                         |             |         |         |         |         |         |         |         |

| Fecha 9                         | Fecha 9   | Fecha 9             | Fecha 9                      | Fecha 9   | Fecha 9 | Fecha 9 | Fecha 9 | Fecha 9 | Fecha 9 | Fecha 9 | Fecha 9 |
| Local                           | Resultado | Visitante           | Estadio                      | Fecha     | Hora    |         |         |         |         |         |         |
| ------------------------------- | --------- | ------------------- | ---------------------------- | --------- | ------- | ------- | ------- | ------- | ------- | ------- | ------- |
| San Martín (T)                  | 1 - 2     | Racing (O)          | La Ciudadela                 | 4 de mayo | 21:35   |         |         |         |         |         |         |
| Juventud Antoniana              | 1 - 0     | Gimnasia y Tiro (S) | Padre Ernesto Martearena     | 4 de mayo | 22:00   |         |         |         |         |         |         |
| Sportivo Belgrano               | 5 - 3     | Juventud U.U        | Óscar C. Boero               | 5 de mayo | 11:00   |         |         |         |         |         |         |
| Talleres (C)                    | 1 - 0     | San Jorge (T)       | Mario Alberto Kempes         | 6 de mayo | 20:35   |         |         |         |         |         |         |
| Santamarina                     | 1 - 0     | Deportivo Maipú     | Municipal General San Martín | 6 de mayo | 20:35   |         |         |         |         |         |         |
| Libre: Gimnasia y Esgrima (CdU) |           |                     |                              |           |         |         |         |         |         |         |         |

| Fecha 10            | Fecha 10  | Fecha 10                 | Fecha 10                | Fecha 10   | Fecha 10 | Fecha 10 | Fecha 10 | Fecha 10 | Fecha 10 | Fecha 10 | Fecha 10 |
| Local               | Resultado | Visitante                | Estadio                 | Fecha      | Hora     |          |          |          |          |          |          |
| ------------------- | --------- | ------------------------ | ----------------------- | ---------- | -------- | -------- | -------- | -------- | -------- | -------- | -------- |
| Racing (O)          | 2 - 0     | Gimnasia y Esgrima (CdU) | José Buglione Martinese | 10 de mayo | 21:00    |          |          |          |          |          |          |
| San Jorge (T)       | 3 - 1     | Santamarina              | Senador Luis Cruz       | 12 de mayo | 16:05    |          |          |          |          |          |          |
| Deportivo Maipú     | 1 - 1     | Juventud Antoniana       | Omar Higinio Sperdutti  | 12 de mayo | 16:50    |          |          |          |          |          |          |
| Juventud U.U        | 0 - 0     | San Martín (T)           | Mario Sebastián Diez    | 13 de mayo | 21:00    |          |          |          |          |          |          |
| Gimnasia y Tiro (S) | 2 - 3     | Sportivo Belgrano        | El Gigante del Norte    | 13 de mayo | 22:05    |          |          |          |          |          |          |
| Libre: Talleres (C) |           |                          |                         |            |          |          |          |          |          |          |          |

| Fecha 11                 | Fecha 11  | Fecha 11            | Fecha 11                     | Fecha 11   | Fecha 11 | Fecha 11 | Fecha 11 | Fecha 11 | Fecha 11 | Fecha 11 | Fecha 11 |
| Local                    | Resultado | Visitante           | Estadio                      | Fecha      | Hora     |          |          |          |          |          |          |
| ------------------------ | --------- | ------------------- | ---------------------------- | ---------- | -------- | -------- | -------- | -------- | -------- | -------- | -------- |
| San Martín (T)           | 0 - 1     | Gimnasia y Tiro (S) | La Ciudadela                 | 18 de mayo | 16:00    |          |          |          |          |          |          |
| Juventud Antoniana       | 2 - 3     | San Jorge (T)       | Padre Ernesto Martearena     | 18 de mayo | 16:05    |          |          |          |          |          |          |
| Santamarina              | 2 - 2     | Talleres (C)        | Municipal General San Martín | 18 de mayo | 16:05    |          |          |          |          |          |          |
| Sportivo Belgrano        | 1 - 0     | Deportivo Maipú     | Óscar C. Boero               | 18 de mayo | 16:10    |          |          |          |          |          |          |
| Gimnasia y Esgrima (CdU) | 2 - 2     | Juventud U.U        | Manuel y Ramón Núñez         | 18 de mayo | 16:25    |          |          |          |          |          |          |
| Libre: Racing (O)        |           |                     |                              |            |          |          |          |          |          |          |          |

### Reválida
La fase Reválida del Torneo Argentino A se disputará desde el 10 de marzo hasta el 21 de abril de 2013.
Se divide en dos zonas (Norte y Sur) y se juega por el segundo ascenso y además por no descender al Argentino B.
Cada zona está conformada por los 7 equipos que no clasificaron al Undecagonal. Jugándose 6 partidos, 3 de local y 3 de visitante, los primeros 4 avanzaran de Ronda. Iniciando con puntaje cero. En tanto que para la Tabla del Descenso mantienen el puntaje acumulado. El 7° posicionado de cada zona desciende y los 6° juegan una final para mantener la categoría.

### Primera ronda

#### Zona Norte
| Pos | Equipo                                | Pts | PJ | PG | PE | PP | GF | GC | Dif |
| --- | ------------------------------------- | --- | -- | -- | -- | -- | -- | -- | --- |
| 1   | Central Córdoba (Santiago del Estero) | 12  | 6  | 3  | 3  | 0  | 9  | 4  | 5   |
| 2   | Guaraní Antonio Franco                | 12  | 6  | 3  | 3  | 0  | 8  | 4  | 4   |
| 3   | Racing (Córdoba) 1                    | 8   | 6  | 2  | 2  | 2  | 8  | 4  | 4   |
| 4   | Tiro Federal (Rosario)                | 7   | 6  | 1  | 4  | 1  | 6  | 7  | -1  |
| 5   | Libertad (Sunchales)                  | 6   | 6  | 1  | 3  | 2  | 3  | 5  | -2  |
| 6   | Alumni (Villa María)                  | 6   | 6  | 2  | 0  | 4  | 4  | 10 | -6  |
| 7   | Central Norte (Salta)                 | 4   | 6  | 1  | 1  | 4  | 5  | 9  | -4  |

|  | Equipos clasificados a la Segunda ronda de esta fase. |

1: No clasificado por haber descendido

| Fecha 1               | Fecha 1   | Fecha 1                | Fecha 1                  | Fecha 1     | Fecha 1 | Fecha 1 | Fecha 1 | Fecha 1 | Fecha 1 | Fecha 1 | Fecha 1 |
| Local                 | Resultado | Visitante              | Estadio                  | Fecha       | Hora    |         |         |         |         |         |         |
| --------------------- | --------- | ---------------------- | ------------------------ | ----------- | ------- | ------- | ------- | ------- | ------- | ------- | ------- |
| Central Norte (S)     | 1 - 2     | Guaraní Antonio Franco | Padre Ernesto Martearena | 10 de marzo | 17:00   |         |         |         |         |         |         |
| Tiro Federal (R)      | 1 - 0     | Libertad (S)           | Fortín de Ludueña        | 10 de marzo | 19:00   |         |         |         |         |         |         |
| Central Córdoba (SdE) | 2 - 0     | Alumni (VM)            | Alfredo Terrera          | 10 de marzo | 20:30   |         |         |         |         |         |         |
| Libre: Racing (C)     |           |                        |                          |             |         |         |         |         |         |         |         |

| Fecha 2                      | Fecha 2   | Fecha 2           | Fecha 2                                  | Fecha 2     | Fecha 2 | Fecha 2 | Fecha 2 | Fecha 2 | Fecha 2 | Fecha 2 | Fecha 2 |
| Local                        | Resultado | Visitante         | Estadio                                  | Fecha       | Hora    |         |         |         |         |         |         |
| ---------------------------- | --------- | ----------------- | ---------------------------------------- | ----------- | ------- | ------- | ------- | ------- | ------- | ------- | ------- |
| Libertad (S)                 | 2 - 1     | Central Norte (S) | Hogar de los Tigres                      | 16 de marzo | 16:15   |         |         |         |         |         |         |
| Guaraní Antonio Franco       | 1 - 0     | Racing (C)        | Clemente Argentino Fernández de Oliveira | 16 de marzo | 18:00   |         |         |         |         |         |         |
| Alumni (VM)                  | 2 - 0     | Tiro Federal (R)  | Plaza Manuel Anselmo Ocampo              | 16 de marzo | 19:30   |         |         |         |         |         |         |
| Libre: Central Córdoba (SdE) |           |                   |                                          |             |         |         |         |         |         |         |         |

| Fecha 3                       | Fecha 3   | Fecha 3               | Fecha 3                  | Fecha 3     | Fecha 3 | Fecha 3 | Fecha 3 | Fecha 3 | Fecha 3 | Fecha 3 | Fecha 3 |
| Local                         | Resultado | Visitante             | Estadio                  | Fecha       | Hora    |         |         |         |         |         |         |
| ----------------------------- | --------- | --------------------- | ------------------------ | ----------- | ------- | ------- | ------- | ------- | ------- | ------- | ------- |
| Tiro Federal (R)              | 2 - 2     | Central Córdoba (SdE) | Fortín de Ludueña        | 21 de marzo | 19:15   |         |         |         |         |         |         |
| Central Norte (S)             | 2 - 0     | Alumni (VM)           | Padre Ernesto Martearena | 21 de marzo | 21:45   |         |         |         |         |         |         |
| Racing (C)                    | 0 - 0     | Libertad (S)          | Miguel Sancho            | 23 de marzo | 17:30   |         |         |         |         |         |         |
| Libre: Guaraní Antonio Franco |           |                       |                          |             |         |         |         |         |         |         |         |

| Fecha 4                 | Fecha 4   | Fecha 4                | Fecha 4                     | Fecha 4     | Fecha 4 | Fecha 4 | Fecha 4 | Fecha 4 | Fecha 4 | Fecha 4 | Fecha 4 |
| Local                   | Resultado | Visitante              | Estadio                     | Fecha       | Hora    |         |         |         |         |         |         |
| ----------------------- | --------- | ---------------------- | --------------------------- | ----------- | ------- | ------- | ------- | ------- | ------- | ------- | ------- |
| Central Córdoba (SdE)   | 3 - 1     | Central Norte (S)      | Alfredo Terrera             | 29 de marzo | 21:30   |         |         |         |         |         |         |
| Libertad (S)            | 1 - 1     | Guaraní Antonio Franco | Hogar de los Tigres         | 30 de marzo | 16:10   |         |         |         |         |         |         |
| Alumni (VM)             | 0 - 4     | Racing (C)             | Plaza Manuel Anselmo Ocampo | 31 de marzo | 11:15   |         |         |         |         |         |         |
| Libre: Tiro Federal (R) |           |                        |                             |             |         |         |         |         |         |         |         |

| Fecha 5                 | Fecha 5   | Fecha 5               | Fecha 5                                  | Fecha 5    | Fecha 5 | Fecha 5 | Fecha 5 | Fecha 5 | Fecha 5 | Fecha 5 | Fecha 5 |
| Local                   | Resultado | Visitante             | Estadio                                  | Fecha      | Hora    |         |         |         |         |         |         |
| ----------------------- | --------- | --------------------- | ---------------------------------------- | ---------- | ------- | ------- | ------- | ------- | ------- | ------- | ------- |
| Central Norte (S)       | 0 - 0     | Tiro Federal (R)      | Padre Ernesto Martearena                 | 7 de abril | 17:00   |         |         |         |         |         |         |
| Guaraní Anotonio Franco | 2 - 0     | Alumni (VM)           | Clemente Argentino Fernández de Oliveira | 7 de abril | 18:00   |         |         |         |         |         |         |
| Racing (C)              | 0 - 1     | Central Córdoba (SdE) | Miguel Sancho                            | 7 de abril | 19:15   |         |         |         |         |         |         |
| Libre: Libertad (S)     |           |                       |                                          |            |         |         |         |         |         |         |         |

| Fecha 6                  | Fecha 6   | Fecha 6                | Fecha 6                     | Fecha 6     | Fecha 6 | Fecha 6 | Fecha 6 | Fecha 6 | Fecha 6 | Fecha 6 | Fecha 6 |
| Local                    | Resultado | Visitante              | Estadio                     | Fecha       | Hora    |         |         |         |         |         |         |
| ------------------------ | --------- | ---------------------- | --------------------------- | ----------- | ------- | ------- | ------- | ------- | ------- | ------- | ------- |
| Central Córdoba (SdE)    | 1 - 1     | Guaraní Antonio Franco | Alfredo Terrera             | 14 de abril | 17:00   |         |         |         |         |         |         |
| Tiro Federal (R)         | 2 - 2     | Racing (C)             | Fortín de Ludueña           | 14 de abril | 19:00   |         |         |         |         |         |         |
| Alumni (VM)              | 2 - 0     | Libertad (S)           | Plaza Manuel Anselmo Ocampo | 14 de abril | 19:00   |         |         |         |         |         |         |
| Libre: Central Norte (S) |           |                        |                             |             |         |         |         |         |         |         |         |

| Fecha 7                | Fecha 7   | Fecha 7               | Fecha 7                                  | Fecha 7     | Fecha 7 | Fecha 7 | Fecha 7 | Fecha 7 | Fecha 7 | Fecha 7 | Fecha 7 |
| Local                  | Resultado | Visitante             | Estadio                                  | Fecha       | Hora    |         |         |         |         |         |         |
| ---------------------- | --------- | --------------------- | ---------------------------------------- | ----------- | ------- | ------- | ------- | ------- | ------- | ------- | ------- |
| Libertad (S)           | 0 - 0     | Central Córdoba (SdE) | Hogar de los Tigres                      | 20 de abril | 16:00   |         |         |         |         |         |         |
| Guaraní Antonio Franco | 1 - 1     | Tiro Federal (R)      | Clemente Argentino Fernández de Oliveira | 20 de abril | 16:00   |         |         |         |         |         |         |
| Racing (C)             | 2 - 0     | Central Norte (S)     | Miguel Sancho                            | 20 de abril | 16:05   |         |         |         |         |         |         |
| Libre: Alumni (VM)     |           |                       |                                          |             |         |         |         |         |         |         |         |

##### Zona Sur
| Pos | Equipo                                 | Pts | PJ | PG | PE | PP | GF | GC | Dif |
| --- | -------------------------------------- | --- | -- | -- | -- | -- | -- | -- | --- |
| 1   | Alvarado                               | 12  | 6  | 4  | 0  | 2  | 9  | 8  | 1   |
| 2   | Unión (Mar del Plata)                  | 10  | 6  | 3  | 1  | 2  | 9  | 9  | 0   |
| 3   | Rivadavia (Lincoln)                    | 9   | 6  | 2  | 3  | 1  | 9  | 6  | 3   |
| 4   | Defensores de Belgrano (Villa Ramallo) | 9   | 6  | 2  | 3  | 1  | 7  | 6  | 1   |
| 5   | Cipolletti                             | 8   | 6  | 2  | 2  | 2  | 10 | 7  | 3   |
| 6   | Guillermo Brown                        | 5   | 6  | 1  | 2  | 3  | 6  | 9  | -3  |
| 7   | Desamparados                           | 4   | 6  | 1  | 1  | 4  | 4  | 9  | -5  |

|  | Clasificado a la Segunda ronda de esta fase. |

| Fecha 1             | Fecha 1   | Fecha 1                     | Fecha 1              | Fecha 1     | Fecha 1 | Fecha 1 | Fecha 1 | Fecha 1 | Fecha 1 | Fecha 1 | Fecha 1 |
| Local               | Resultado | Visitante                   | Estadio              | Fecha       | Hora    |         |         |         |         |         |         |
| ------------------- | --------- | --------------------------- | -------------------- | ----------- | ------- | ------- | ------- | ------- | ------- | ------- | ------- |
| Guillermo Brown     | 1 - 1     | Defensores de Belgrano (VR) | Raúl Conti           | 10 de marzo | 17:00   |         |         |         |         |         |         |
| Cipolletti          | 1 - 3     | Rivadavia (L)               | La Visera de Cemento | 10 de marzo | 17:15   |         |         |         |         |         |         |
| Alvarado            | 2 - 0     | Unión (MdP)                 | José María Minella   | 11 de marzo | 20:00   |         |         |         |         |         |         |
| Libre: Desamparados |           |                             |                      |             |         |         |         |         |         |         |         |

| Fecha 2                     | Fecha 2   | Fecha 2      | Fecha 2            | Fecha 2     | Fecha 2 | Fecha 2 | Fecha 2 | Fecha 2 | Fecha 2 | Fecha 2 | Fecha 2 |
| Local                       | Resultado | Visitante    | Estadio            | Fecha       | Hora    |         |         |         |         |         |         |
| --------------------------- | --------- | ------------ | ------------------ | ----------- | ------- | ------- | ------- | ------- | ------- | ------- | ------- |
| Unión (MdP)                 | 2 - 1     | Cipolletti   | José María Minella | 15 de marzo | 20:00   |         |         |         |         |         |         |
| Rivadavia (L)               | 0 - 0     | Desamparados | El Coliseo         | 16 de marzo | 17:00   |         |         |         |         |         |         |
| Defensores de Belgrano (VR) | 0 - 1     | Alvarado     | Salomon Boeseldin  | 16 de marzo | 19:00   |         |         |         |         |         |         |
| Libre: Guillermo Brown      |           |              |                    |             |         |         |         |         |         |         |         |

| Fecha 3              | Fecha 3   | Fecha 3                     | Fecha 3                  | Fecha 3     | Fecha 3 | Fecha 3 | Fecha 3 | Fecha 3 | Fecha 3 | Fecha 3 | Fecha 3 |
| Local                | Resultado | Visitante                   | Estadio                  | Fecha       | Hora    |         |         |         |         |         |         |
| -------------------- | --------- | --------------------------- | ------------------------ | ----------- | ------- | ------- | ------- | ------- | ------- | ------- | ------- |
| Alvarado             | 3 - 1     | Guillermo Brown             | José María Minella       | 21 de marzo | 21:00   |         |         |         |         |         |         |
| Cipolletti           | 1 - 1     | Defensores de Belgrano (VR) | La Visera de Cemento     | 21 de marzo | 21:15   |         |         |         |         |         |         |
| Desamparados         | 1 - 2     | Unión (MdP)                 | Bicentenario de San Juan | 21 de marzo | 22:00   |         |         |         |         |         |         |
| Libre: Rivadavia (L) |           |                             |                          |             |         |         |         |         |         |         |         |

| Fecha 4                     | Fecha 4   | Fecha 4       | Fecha 4            | Fecha 4     | Fecha 4 | Fecha 4 | Fecha 4 | Fecha 4 | Fecha 4 | Fecha 4 | Fecha 4 |
| Local                       | Resultado | Visitante     | Estadio            | Fecha       | Hora    |         |         |         |         |         |         |
| --------------------------- | --------- | ------------- | ------------------ | ----------- | ------- | ------- | ------- | ------- | ------- | ------- | ------- |
| Guillermo Brown             | 1 - 1     | Cipolletti    | Raúl Conti         | 31 de marzo | 16:15   |         |         |         |         |         |         |
| Defensores de Belgrano (VR) | 2 - 1     | Desamparados  | Salomon Boeseldin  | 31 de marzo | 18:30   |         |         |         |         |         |         |
| Unión (MdP)                 | 2 - 2     | Rivadavia (L) | José María Minella | 1 de abril  | 15:05   |         |         |         |         |         |         |
| Libre: Alvarado             |           |               |                    |             |         |         |         |         |         |         |         |

| Fecha 5            | Fecha 5   | Fecha 5                     | Fecha 5                  | Fecha 5    | Fecha 5 | Fecha 5 | Fecha 5 | Fecha 5 | Fecha 5 | Fecha 5 | Fecha 5 |
| Local              | Resultado | Visitante                   | Estadio                  | Fecha      | Hora    |         |         |         |         |         |         |
| ------------------ | --------- | --------------------------- | ------------------------ | ---------- | ------- | ------- | ------- | ------- | ------- | ------- | ------- |
| Rivadavia (L)      | 1 - 1     | Defensores de Belgrano (VR) | El Coliseo               | 7 de abril | 15:00   |         |         |         |         |         |         |
| Cipolletti         | 4 - 0     | Alvarado                    | La Visera de Cemento     | 7 de abril | 17:05   |         |         |         |         |         |         |
| Desamparados       | 1 - 0     | Guillermo Brown             | Bicentenario de San Juan | 7 de abril | 20:30   |         |         |         |         |         |         |
| Libre: Unión (MdP) |           |                             |                          |            |         |         |         |         |         |         |         |

| Fecha 6                     | Fecha 6   | Fecha 6       | Fecha 6            | Fecha 6     | Fecha 6 | Fecha 6 | Fecha 6 | Fecha 6 | Fecha 6 | Fecha 6 | Fecha 6 |
| Local                       | Resultado | Visitante     | Estadio            | Fecha       | Hora    |         |         |         |         |         |         |
| --------------------------- | --------- | ------------- | ------------------ | ----------- | ------- | ------- | ------- | ------- | ------- | ------- | ------- |
| Alvarado                    | 3 - 1     | Desamparados  | José María Minella | 14 de abril | 16:00   |         |         |         |         |         |         |
| Guillermo Brown             | 2 - 1     | Rivadavia (L) | Raúl Conti         | 14 de abril | 16:00   |         |         |         |         |         |         |
| Defensores de Belgrano (VR) | 2 - 1     | Unión (MdP)   | Salomon Boeseldin  | 14 de abril | 18:05   |         |         |         |         |         |         |
| Libre: Cipolletti           |           |               |                    |             |         |         |         |         |         |         |         |

| Fecha 7                            | Fecha 7   | Fecha 7         | Fecha 7                  | Fecha 7     | Fecha 7 | Fecha 7 | Fecha 7 | Fecha 7 | Fecha 7 | Fecha 7 | Fecha 7 |
| Local                              | Resultado | Visitante       | Estadio                  | Fecha       | Hora    |         |         |         |         |         |         |
| ---------------------------------- | --------- | --------------- | ------------------------ | ----------- | ------- | ------- | ------- | ------- | ------- | ------- | ------- |
| Desamparados                       | 0 - 2     | Cipolletti      | Bicentenario de San Juan | 21 de abril | 15:30   |         |         |         |         |         |         |
| Union (MdP)                        | 2 - 1     | Guillermo Brown | José María Minella       | 21 de abril | 15:30   |         |         |         |         |         |         |
| Rivadavia (L)                      | 2 - 0     | Alvarado        | El Coliseo               | 21 de abril | 15:30   |         |         |         |         |         |         |
| Libre: Defensores de Belgrano (VR) |           |                 |                          |             |         |         |         |         |         |         |         |

#### Segunda ronda
Estará integrada por ocho (8) equipos de la ronda anterior.
Se disputará por eliminación directa, a doble partido uno en cada sede, los cuatro ganadores clasifican a la Tercera ronda. En caso de empate en puntos y diferencia de goles al finalizar la Ronda clasificarán a la Tercera ronda las posiciones 1 y 2. Actuaran de local en el primer partido las posiciones 3º y 4º.
| Local - Vuelta         | Global | Local - Ida                 | Ida   | Vuelta |
| ---------------------- | ------ | --------------------------- | ----- | ------ |
| Central Córdoba (SdE)  | 3 - 4  | Libertad (S)                | 1 - 2 | 2 - 2  |
| Guaraní Antonio Franco | 4 - 1  | Tiro Federal (R)            | 0 - 1 | 4 - 0  |
| Alvarado               | 4 - 1  | Defensores de Belgrano (VR) | 0 - 1 | 4 - 0  |
| Unión (MdP)            | 3 - 5  | Rivadavia (L)               | 2 - 1 | 1 - 4  |

#### Tercera ronda
Estará integrada por cuatro (4) equipos de la ronda anterior.
Se disputará por eliminación directa, a doble partido uno en cada sede, los dos ganadores clasifican a la Tercera fase. El ordenamiento se hará teniendo en cuenta las posiciones que ocuparon los clubes en la Primera ronda. En caso de empate en puntos y diferencia de goles al finalizar la Ronda clasificarán a la Tercera fase las posiciones 1. Actuarán de local en el primer partido las posiciones 2.
| Local - Vuelta         | Global | Local - Ida   | Ida   | Vuelta |
| ---------------------- | ------ | ------------- | ----- | ------ |
| Guaraní Antonio Franco | 2 - 3  | Libertad (S)  | 0 - 3 | 2 - 0  |
| Alvarado               | 1 - 3  | Rivadavia (L) | 0 - 2 | 1 - 1  |

## Descenso
Se produjo el descenso de tres equipos: los que ocuparon la última posición de las tablas acumuladas de la primera fase y la reválida de cada zona, y el perdedor de una final interzonal que se disputó entre los clasificados en el penúltimo lugar de ambas.

### Tabla general de posiciones de la Zona Norte
| Pos | Equipo                                | 1a. F. | Rev. | Pts | PJ | PG | PE | PP |
| --- | ------------------------------------- | ------ | ---- | --- | -- | -- | -- | -- |
| 1º  | Central Córdoba (Santiago del Estero) | 33     | 12   | 45  | 30 | 11 | 12 | 7  |
| 2º  | Central Norte (Salta)                 | 33     | 4    | 37  | 30 | 10 | 7  | 13 |
| 3º  | Guaraní Antonio Franco                | 23     | 12   | 35  | 30 | 7  | 14 | 9  |
| 4º  | Libertad (Sunchales)                  | 29     | 6    | 35  | 30 | 7  | 14 | 9  |
| 5º  | Tiro Federal (Rosario)                | 27     | 7    | 34  | 30 | 7  | 13 | 10 |
| 6º  | Alumni (Villa María)                  | 20     | 6    | 26  | 30 | 6  | 8  | 16 |
| 7º  | Racing (Córdoba)                      | 18     | 8    | 26  | 30 | 5  | 11 | 14 |

|  | Jugó una final por el tercer descenso. |
|  | Descendió al Argentino B.              |

#### Desempate del último puesto
| Racing (C)                                                                                          | 0 (4) - 0 (5) | Alumni (VM) | Mario Alberto Kempes | 28 de abril | 21:00 |
| Racing (C) descendió al Torneo Argentino B /Alumni jugó la final interzonal por el tercer descenso. |               |             |                      |             |       |

### Tabla general de posiciones de la Zona Sur
| Pos | Equipo                                 | 1a. F. | Rev. | Pts | PJ | PG | PE | PP |
| --- | -------------------------------------- | ------ | ---- | --- | -- | -- | -- | -- |
| 1º  | Alvarado                               | 28     | 12   | 40  | 28 | 12 | 4  | 11 |
| 2º  | Defensores de Belgrano (Villa Ramallo) | 30     | 9    | 39  | 28 | 10 | 9  | 9  |
| 3º  | Unión (Mar del Plata)                  | 28     | 10   | 38  | 28 | 10 | 8  | 10 |
| 4º  | Rivadavia (Lincoln)                    | 29     | 9    | 38  | 28 | 10 | 8  | 10 |
| 5º  | Cipolletti                             | 28     | 8    | 36  | 28 | 11 | 3  | 14 |
| 6º  | Guillermo Brown                        | 27     | 5    | 32  | 28 | 8  | 8  | 12 |
| 7º  | Desamparados                           | 25     | 4    | 29  | 28 | 6  | 11 | 11 |

|  | Jugó una final por el tercer descenso |

|  | Descendió al Argentino B |

### Final interzonal por el tercer descenso
| Alumni (VM)                                  | 1 - 2 | Guillermo Brown | Roberto L. Bottino (Tres Arroyos) | 7 de mayo | 16:35 |
| Alumni (VM) descendió al Torneo Argentino B. |       |                 |                                   |           |       |

## Tercera a cuarta fase

### Tercera fase
Estará integrada por los clubes que ocuparon las posiciones 6º a 11º en la Segunda fase y los dos primeros provenientes de la Reválida (total 8 clubes). Estos dos ocuparán las posiciones 12º y 13º de acuerdo a los puntos obtenidos en la Primera ronda de dicha fase. Se disputará por eliminación directa, a doble partido uno en cada sede, haciendo de local en el primer partido las posiciones 10º, 11º, 12º y 13. Los cuatro ganadores clasifican a la Cuarta fase.
| Local - Vuelta      | Global | Local - Ida              | Ida   | Vuelta |
| ------------------- | ------ | ------------------------ | ----- | ------ |
| San Martín (T)      | 2 - 21 | Libertad (S)             | 1 - 1 | 1 - 1  |
| Gimnasia y Tiro (S) | 4 - 1  | Rivadavia (L)            | 1 - 0 | 3 - 1  |
| Racing (O)          | 2 - 21 | Gimnasia y Esgrima (CdU) | 1 - 1 | 1 - 1  |
| Juventud U.U        | 1 - 2  | Juventud Antoniana       | 0 - 2 | 1 - 0  |

1: Los equipos terminaron igualados 2-2 en el global, pero San Martín de Tucumán clasificó por venir de la Segunda fase y Racing de Olavarría por tener mejor ubicación en la Segunda fase, pasaron a la siguiente fase con ventaja deportiva.

### Cuarta fase
Estará integrada por clubes clasificados en las posiciones 2º, 3º, 4º y 5º de la Segunda fase y los cuatro ganadores de la Tercera fase (total: 8 clubes). Se disputará por eliminación directa, a doble partido uno en cada sede, haciendo de local en el primer partido las posiciones G1º, G2º, G3º y G4º. Los cuatro ganadores clasifican a la Quinta fase.
| Local - Vuelta    | Global | Local - Ida         | Ida   | Vuelta |
| ----------------- | ------ | ------------------- | ----- | ------ |
| Sportivo Belgrano | 5 - 2  | Juventud Antoniana  | 1 - 1 | 4 - 1  |
| Santamarina       | 3 - 2  | Racing (O)          | 0 - 1 | 3 - 1  |
| Deportivo Maipú   | 3 - 31 | Gimnasia y Tiro (S) | 1 - 3 | 2 - 0  |
| San Jorge (T)     | 3 - 6  | San Martín (T)      | 2 - 3 | 1 - 3  |

1: Los equipos terminaron igualados en el global pero Deportivo Maipú pasó a la siguiente fase por Mejor ubicación en la Segunda fase.

## Quinta y sexta fase
Quinta fase: Estará integrada con los cuatro (4) clasificados de la Cuarta fase y se disputará por eliminación directa, a doble partido uno en cada sede, haciendo de local en el primer encuentro las posiciones 3 y 4. Las posiciones se asignarán de acuerdo al ordenamiento establecido en la fase anterior.
Los enfrentamientos serán 1 vs. 4 y 2 vs. 3, y clasificaran a la Sexta fase los dos (2) ganadores.
En caso de empate en puntos y diferencia de goles al finalizar esta fase las posiciones 1 y 2 clasificaran a la Sexta fase.
Sexta fase: Estará integrada con los dos (2) clasificados de la Quinta fase y se disputará por eliminación directa, a doble partido uno en cada sede. El enfrentamiento será 1 vs. 2, haciendo de local en el primer encuentro la posición 2. Las posiciones se asignarán de acuerdo al ordenamiento establecido en la Quinta fase. El ganador ascenderá a la Primera B Nacional. El partido de vuelta por el ascenso fue transmitido por Fútbol Para Todos a través de la TV Pública.
|  | Quinta fase                                 | Quinta fase                                 | Quinta fase                                 |   |                    | Sexta fase       | Sexta fase       | Sexta fase       |  |
|  | Ida: 15 y 16 de junio - Vuelta: 21 de junio | Ida: 15 y 16 de junio - Vuelta: 21 de junio | Ida: 15 y 16 de junio - Vuelta: 21 de junio |   |                    | 26 y 30 de junio | 26 y 30 de junio | 26 y 30 de junio |  |
|  |                                             |                                             |                                             |   |                    |                  |                  |                  |  |
|  |                                             |                                             |                                             |   |                    |                  |                  |                  |  |
|  | Sportivo Belgrano                           | 2                                           | 2                                           |   |                    |                  |                  |                  |  |
|  | Sportivo Belgrano                           | 2                                           | 2                                           |   |                    |                  |                  |                  |  |
|  | San Martín (T)                              | 0                                           | 2                                           |   |                    |                  |                  |                  |  |
|  | San Martín (T)                              | 0                                           | 2                                           |   | Sportivo Belgrano1 | 0                | 1                |                  |  |
|  |                                             |                                             |                                             |   | Sportivo Belgrano1 | 0                | 1                |                  |  |
|  |                                             |                                             | Ramón Santamarina1                          | 0 | 1                  |                  |                  |                  |  |
|  | Ramón Santamarina                           | 0                                           | Ramón Santamarina1                          | 0 | 1                  | 4                |                  |                  |  |
|  | Ramón Santamarina                           | 0                                           |                                             |   |                    | 4                |                  |                  |  |
|  | Deportivo Maipú                             | 2                                           | 1                                           |   |                    |                  |                  |                  |  |
|  | Deportivo Maipú                             | 2                                           | 1                                           |   |                    |                  |                  |                  |  |
|  |                                             |                                             |                                             |   |                    |                  |                  |                  |  |

1: Los equipos terminaron igualados en el global, pero Sportivo Belgrano ascendió por ventaja deportiva, al haber obtenido una mejor ubicación en el undecagonal.

## Goleadores
| Pos. | Jugador              | Jugador               | Goles | Equipo                |
| ---- | -------------------- | --------------------- | ----- | --------------------- |
| 1°   | Bandera de Argentina | Gonzalo Klusener      | 25    | Talleres (C)          |
| 2°   | Bandera de Argentina | Esteban Ciaccheri     | 19    | Rivadavia (L)         |
| 2°   | Bandera de Argentina | Juan Manuel Aróstegui | 19    | Sportivo Belgrano     |
| 3°   | Bandera de Uruguay   | Darwin Barreto        | 15    | Central Córdoba (SdE) |
| 4°   | Bandera de Argentina | Gustavo Balvorín      | 14    | San Martín (T)        |
| 4°   | Bandera de Argentina | Leandro Zárate        | 14    | Gimnasia y Tiro (S)   |
| 4°   | Bandera de Argentina | Maximiliano Planté    | 14    | Rivadavia (L)         |
| 4°   | Bandera de Argentina | Oscar Altamirano      | 14    | Racing (O)            |

Fuente: Tabla de Goleadores del Torneo Argentino A 2012/13